# Bardonecchia
Bardonecchia (IPA: /bardoˈnekːja/, Bardonecia in piemontese, Barduneice in occitano, Bardonnèche in francese) è un comune italiano di 2 884 abitanti della città metropolitana di Torino in Piemonte, in alta Val di Susa, importante centro per gli sport invernali, che vanta due comprensori sciistici: quello del Colomion-Les Arnauds-Melezet e quello dello Jafferau.

## Geografia e topografia
Bardonecchia è il comune più occidentale del Piemonte e d'Italia ed è sito a circa 85 chilometri ad ovest di Torino, a una quota di 1311 m s.l.m., al centro della conca in cui convergono i quattro ampi valloni che alimentano la Dora di Bardonecchia.

### Orografia
Alla conca fanno da corona molte importanti montagne, parecchie delle quali superano quota tremila. In particolare hanno interesse sciistico, per la presenza di impianti di risalita, il Monte Jafferau e il Colomion; sono invece importanti da un punto di vista alpinistico le "Dolomiti di Valle Stretta", la Rognosa di Etiache e la Pierre Menue, la più alta vetta delle Alpi Cozie settentrionali. Il Monte Thabor, la Punta Nera, la Punta del Frejus e varie altre cime sono invece di natura principalmente detritica e vengono raggiunte da percorsi escursionistici o sci-alpinistici. Si trovano, in senso orario, le seguenti valli: 
- la Valle Stretta, (la cui parte più a monte ricade in territorio francese),
- la Valle della Rho,
- il Vallone del Frejus,
- il Vallone di Rochemolles (che raccoglie anche le acque provenienti dalla Valfredda).

Nella parte media o alta di questi valloni si trovano valichi che mettono in comunicazione la conca di Bardonecchia con la Francia: si tratta rispettivamente del Colle della Scala, stradale, e dei valichi, dotati solamente di sentiero, dei colli della Rho, del Frejus e di Etiache; al di sotto del colle del Frejus si trovano due trafori, uno ferroviario e uno autostradale.
La conca di Bardonecchia comprende un invaso artificiale destinato ad un uso idroelettrico, il Lago di Rochemolles, originato da uno sbarramento sul torrente omonimo, lungo la strada che sale al Colle del Sommeiller, la carrozzabile più alta d'Italia.

### Idrografia
Bardonecchia è attraversata da vari torrenti alpini che, a dispetto della denominazione, non vanno praticamente mai in secca. È lambita dalla Dora di Bardonecchia, affluente della Dora Riparia, che scorre appena fuori del centro abitato, praticamente parallela alla strada statale 335, detta di Bardonecchia e alla linea ferroviaria Torino-Parigi.
Nel territorio comunale è attraversata da due ponti stradali che collegano la statale (e l'autostrada A32) al paese. Essi formano una specie di ventaglio imperniato all'uscita del paese, sulla confluenza finale nella Dora, che va dal torrente di Rochemolles al Torrente di Valle Stretta. Procedendo attorno a Bardonecchia in senso antiorario s'incontrano:
- il torrente di Rochemolles, il cui ramo principale nasce sotto la punta del Sommeiller (3333 m s.l.m.), che dopo aver formato il bacino artificiale di Rochemolles (1978 m s.l.m.), scende arricchendosi delle acque provenienti dai valloni laterali, fra i quali la Valfredda, in direzione Nord - Sudovest e, raccolte le acque dei torrenti che attraversano Bardonecchia, diventa Dora di Bardonecchia:
- il torrente del Frejus (detto anche "Rio Merdovine"), che entra nell'abitato presso Borgo Vecchio (a nord) ed attraversa il paese prima in direzione NS poi piega verso Est dopo essere scavalcato da un ponte sulla via Medail (nella parte più alta della medesima) e scende fino a qualche decina di metri a SE della Stazione ferroviaria, unendosi poco dopo al torrente di Valle Stretta. Esso è formato da tre rami principali, ciascuno dei quali alimentato a sua volta da rivoli vari:
  - il Rio Gauthier, che origina sotto la Punta Nera (3041 m s.l.m.)
  - il Rio Chatelard, che origina sotto la punta del Monte Fréjus (2936 m s.l.m.)
  - il Rio Pian dell'Acqua, che origina tra la Punta Bagnà (3129 m s.l.m.) e la Cima del Vallone (3171 m s.l.m.)

(questi ultimi due si uniscono fra loro formando un unico corso d'acqua che poco a valle confluisce al primo, in località Grange Merdovine)
- il torrente Rho, formato inizialmente da due rami, quello principale, che origina sotto l'omonimo colle (2650 m s.l.m.), e il Rio Rebour, che origina sotto la Punta Nera. Esso delimita il paese sul lato ovest, quello più alto, esattamente come la Dora di Bardonecchia lo delimita ad est, nella parte più bassa. Passa dietro il Palazzo delle Feste, per poi unirsi nelle vicinanze di Campo Smith al torrente di Valle Stretta. Fu proprio il torrente Rho che con le sue esondazioni del 1872 e 1873 allagò parte del Borgo Vecchio, distruggendo la cappella del Santo Sepolcro, sita ove oggi sorge il Palazzo delle Feste. Nel 1876 l'esondazione si ripeté ma con esiti meno drammatici.[5][6]
- il torrente di Valle Stretta, che origina sotto il massiccio del Monte Thabor (3178 m s.l.m., in territorio francese) e parte delle cui acque, intercettate con uno sbarramento poco prima di entrare in territorio italiano, alimentano attraverso un canale di derivazione una piccola centrale idroelettrica dell'ENEL. Già in territorio italiano, all'inizio del falsopiano del Pian del Colle accoglie le acque del Rio Guilaud, che ha origine sotto il Passo della Mulattiera. Il torrente, il cui alveo è sito ai piedi del complesso montuoso Selletta - Monte Colomion, segna il confine sudorientale delle frazioni Melezet e Les Arnauds per poi unirsi, poco dopo Campo Smith, al torrente della Rho e successivamente con questo alla Dora di Bardonecchia.

### Galleria d'immagini

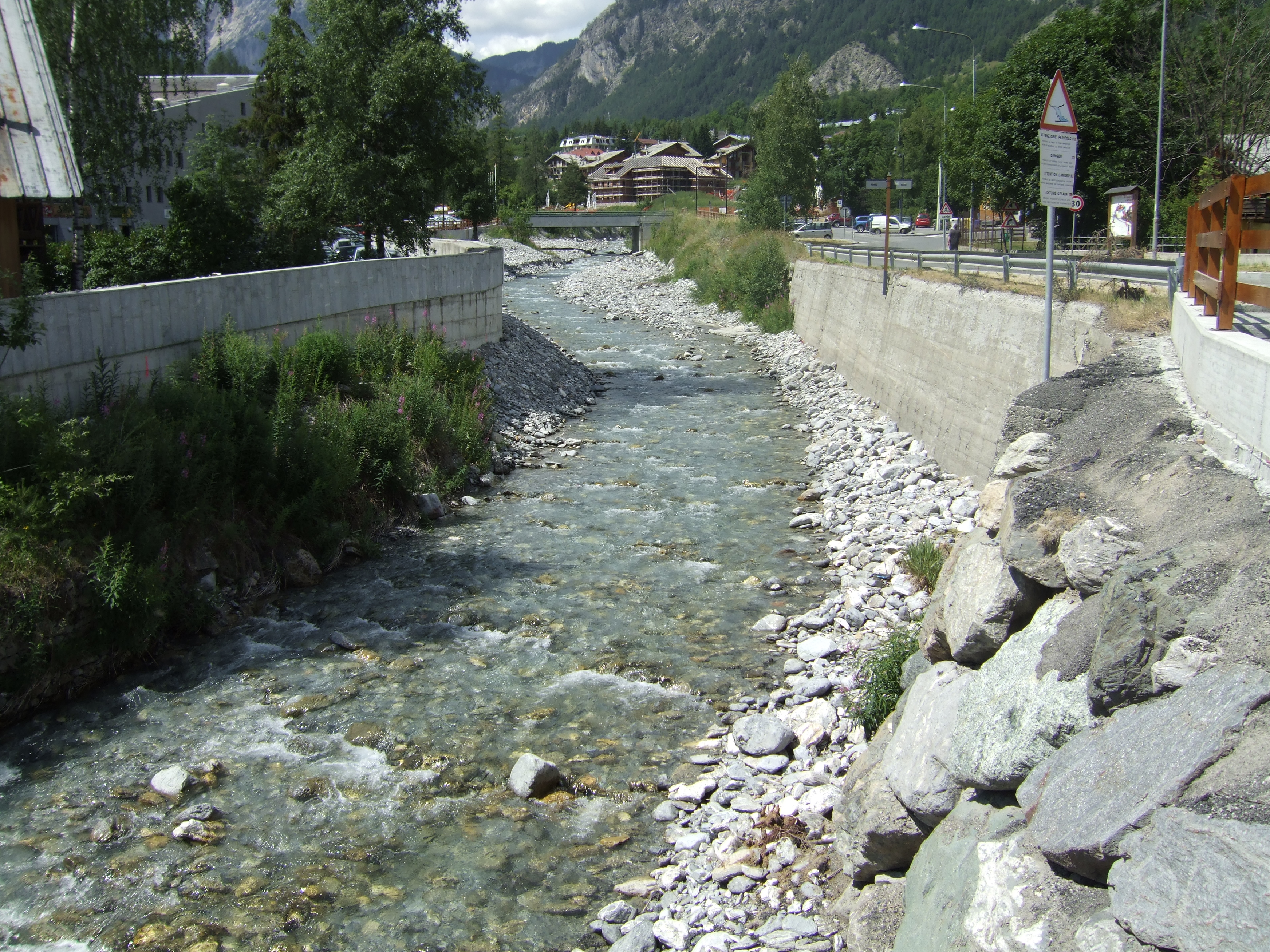
Il torrente di Valle Stretta nei pressi di Campo Smith
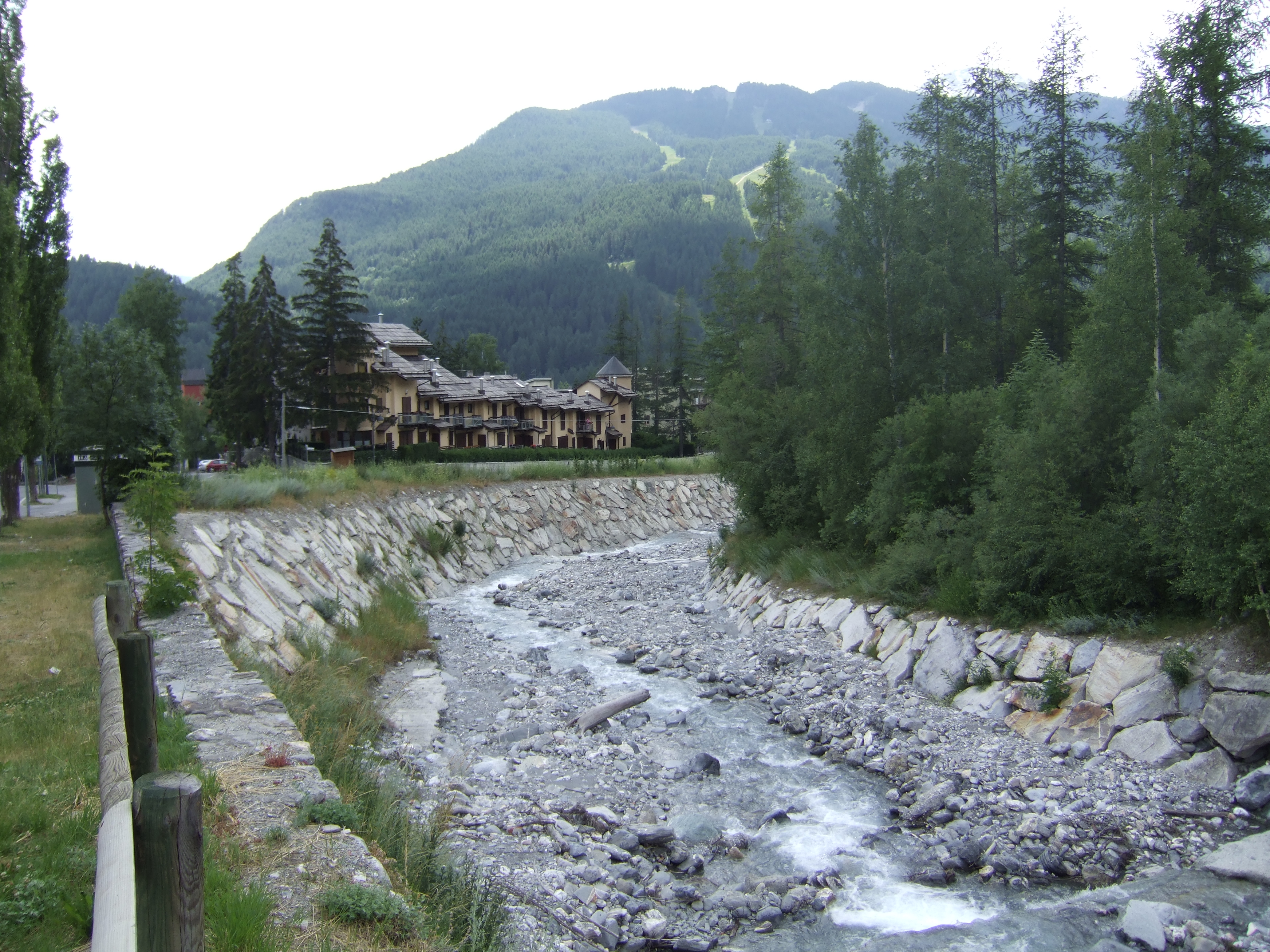
Il torrente Rho in Borgo vecchio
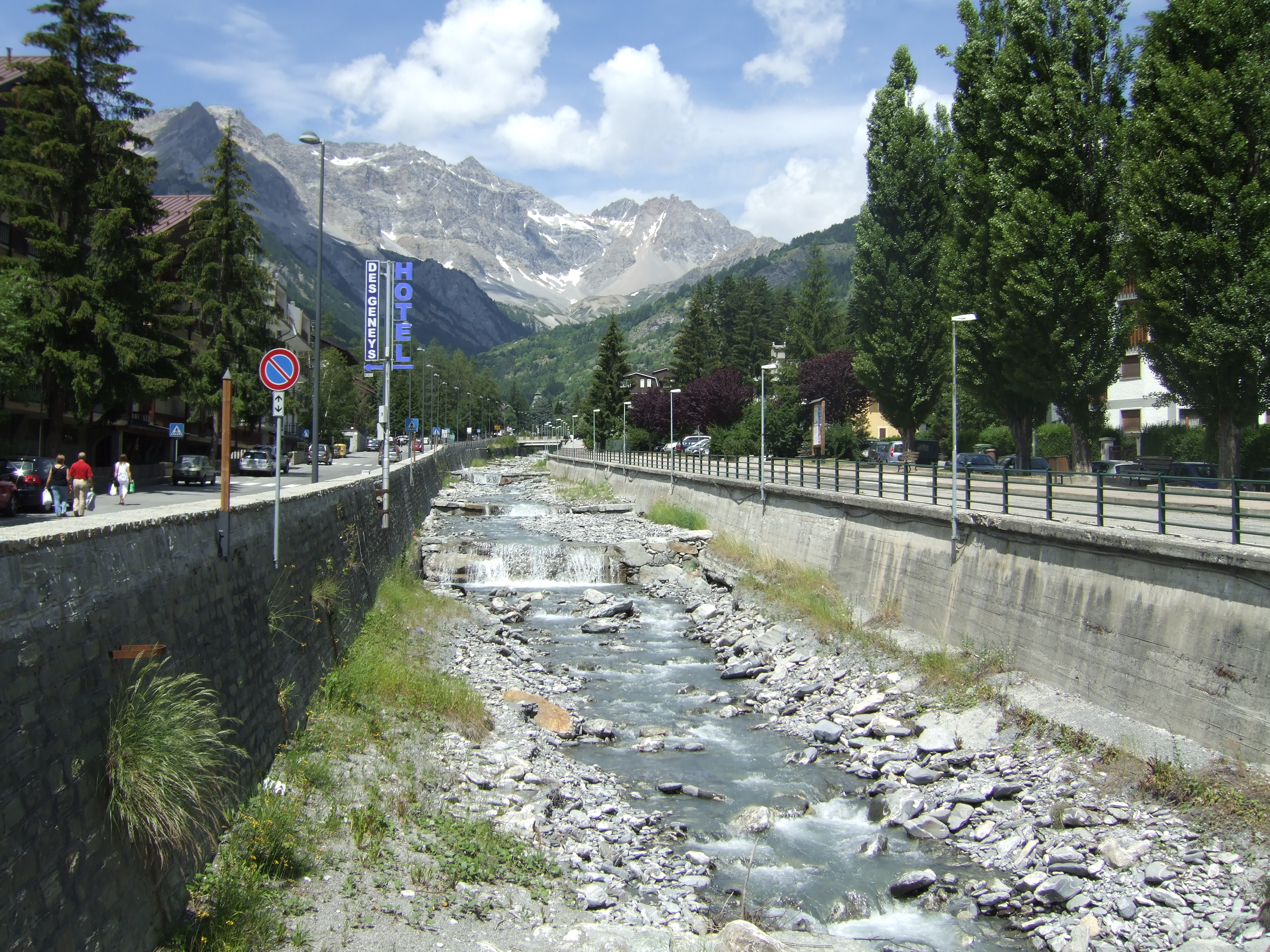
Il torrente Frejus (o Merdovine) lungo la via Einaudi
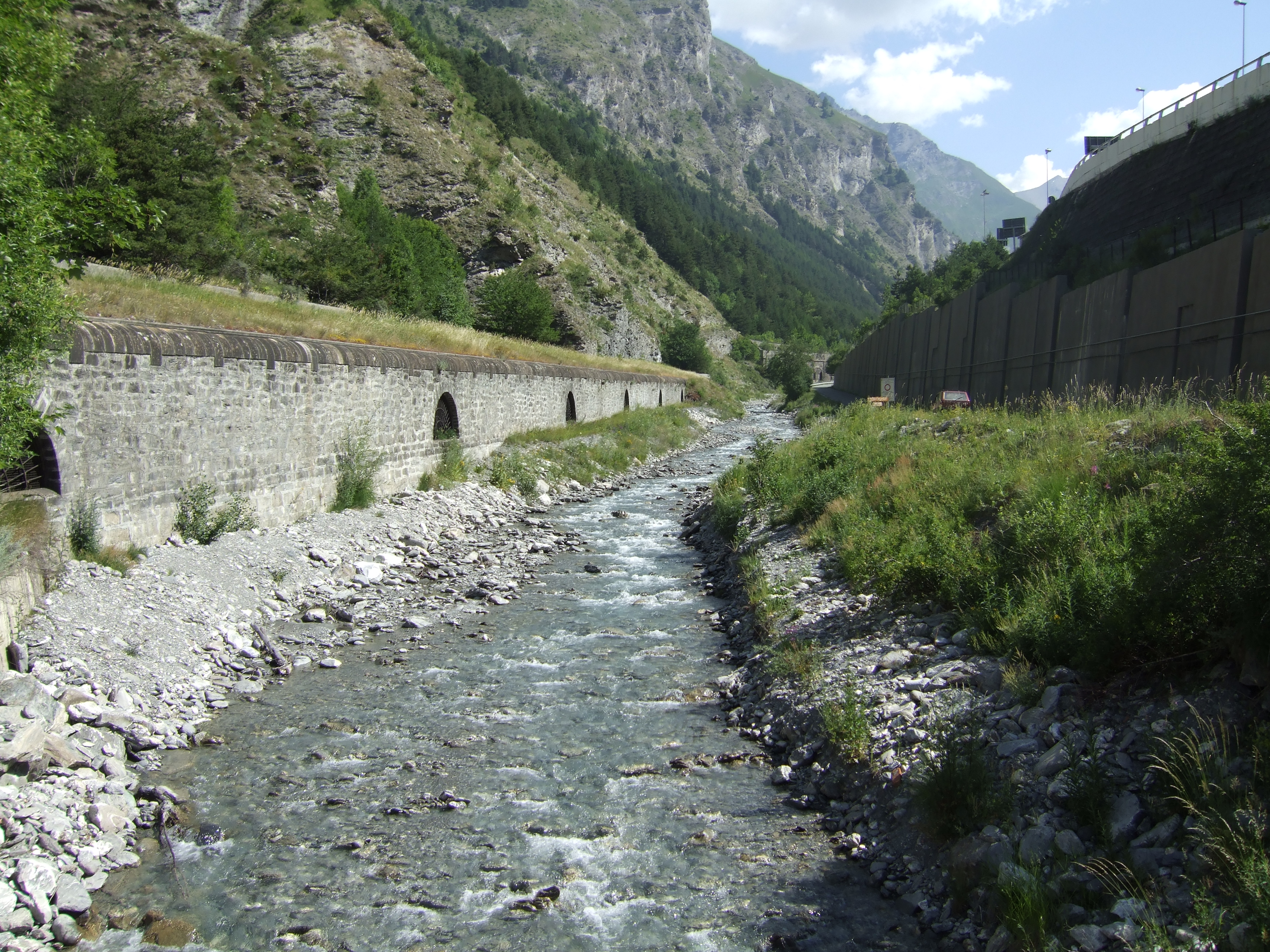
Il torrente di Rochemolles all'ingresso del paese (sulla sinistra l'inizio della galleria ferroviaria del Frejus)
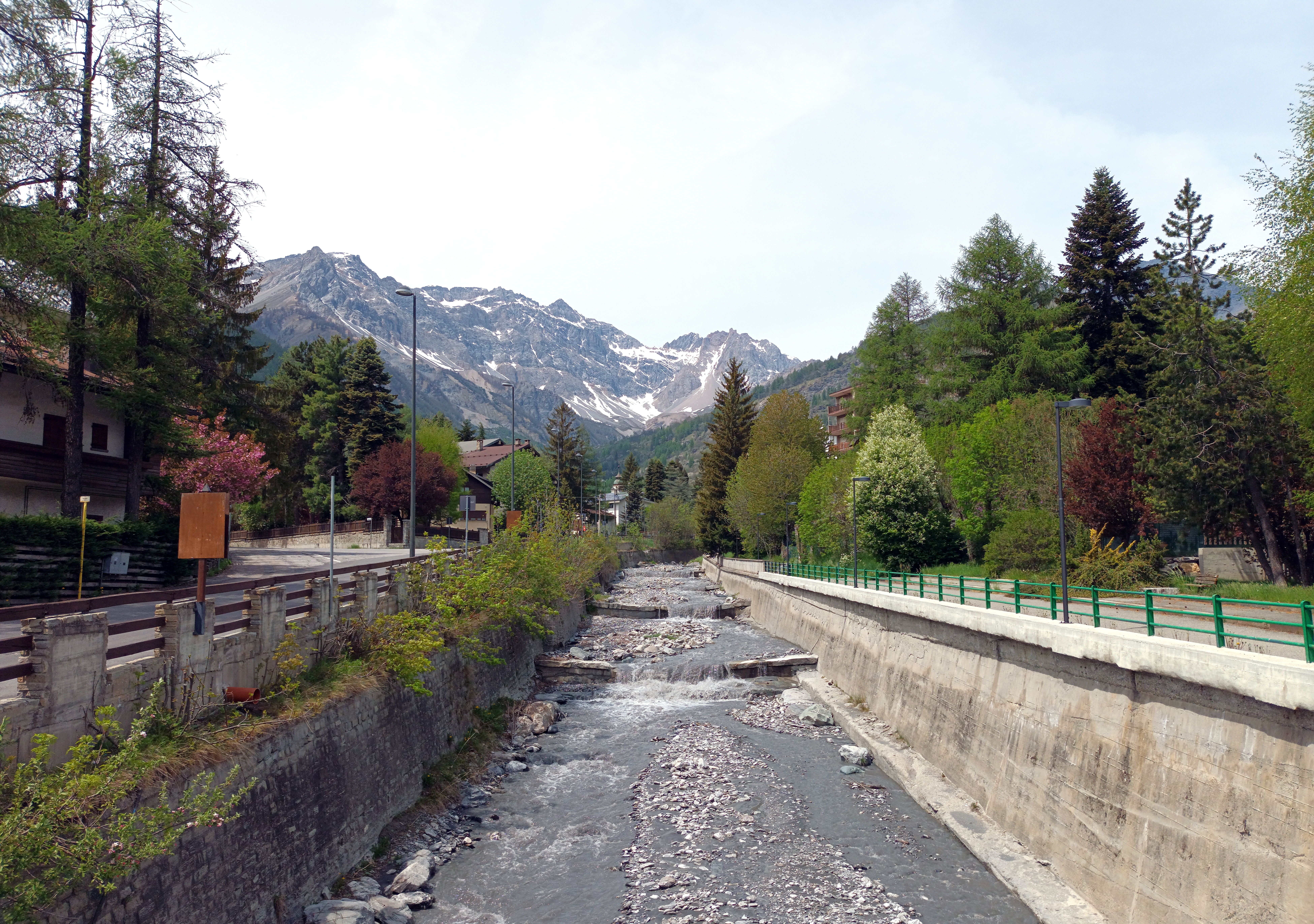
Rio Merdovine, Bardonecchia

## Il territorio comunale

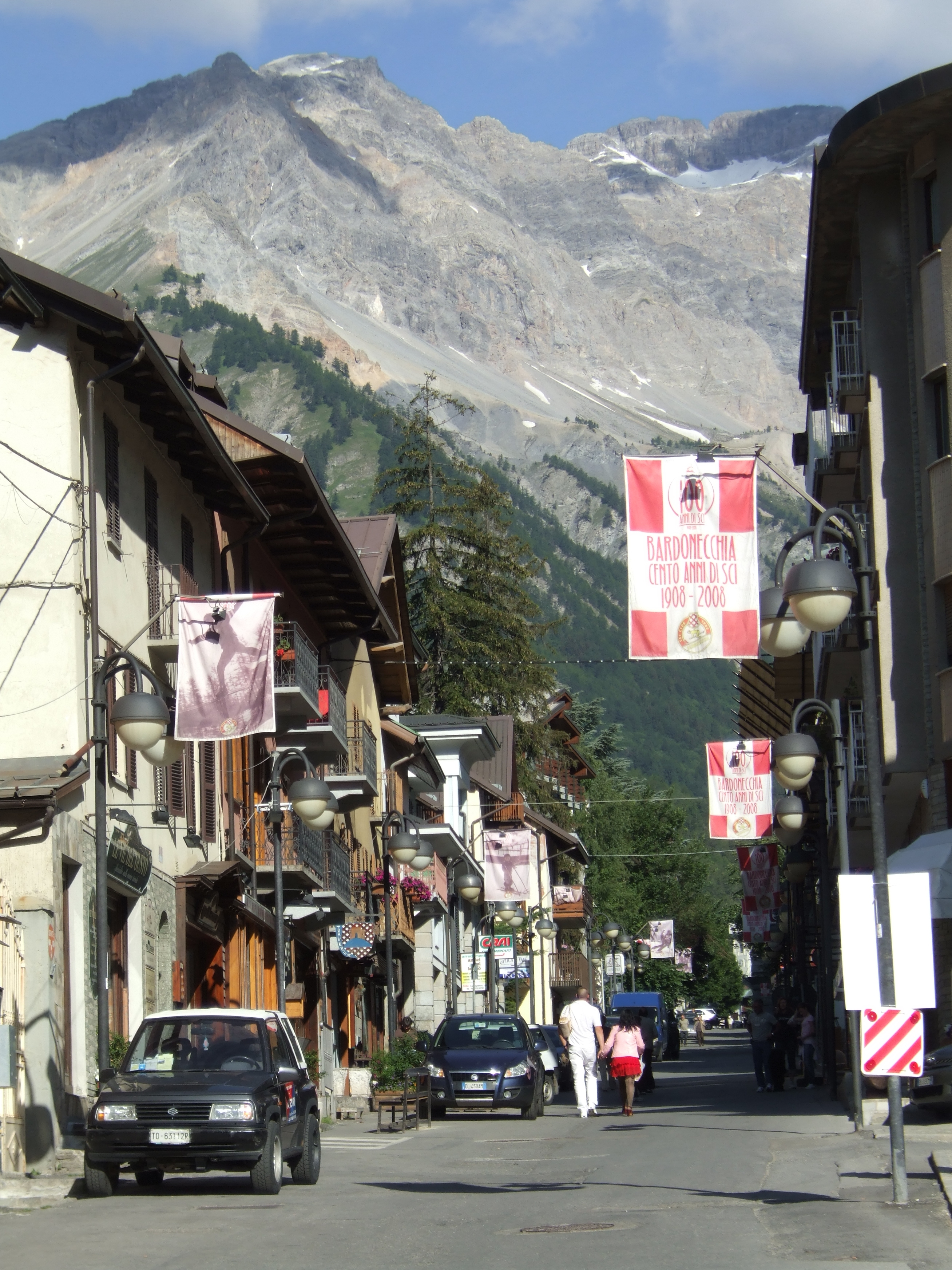
Via Medail

Verso la fine del XIX secolo l'estensione della rete ferroviaria italiana ha fortemente accorciato le distanze fra Bardonecchia e i tre poli industriali e mercantili del Nord Italia: Milano, Torino e Genova. Questo, unitamente alle caratteristiche peculiari della conca di Bardonecchia, quali fra le altre un certo riparo dai venti freddi di tramontana e un territorio ampio e non troppo ripido, ne ha fatto una mèta molto apprezzata dal turismo residenziale d'élite, incrementato dall'effetto "pubblicitario" dell'assidua presenza, nei periodi di relax, dello statista Giovanni Giolitti. Sono sorte quindi numerose ville signorili, alcune dotate di ampi giardini o piccoli parchi. Un'ulteriore spinta in questo senso l'ha fornita lo sviluppo dello sci alpino, che qui ha trovato, all'inizio del Novecento, una delle sue prime sedi. Questa situazione è rimasta tale fino alla fine degli anni cinquanta, quando il boom economico italiano ha reso disponibili risorse finanziarie ai ceti dirigenziali ed impiegatizi.
Negli anni sessanta, settanta ed ottanta e più lentamente nei novanta, Bardonecchia ha visto il moltiplicarsi dell'edilizia condominiale, che si è insediata negli ampi spazi verdi disponibili o al posto di vecchie case in pietra, più o meno fatiscenti, abbandonate dai proprietari causa l'assenza di servizi e comfort, ormai irrinunciabili per i tempi. Il fenomeno ha interessato naturalmente anche le borgate limitrofe del nucleo del paese: Les Arnauds e Melezet, ove non esistono quasi più edifici che non abbiano subito una radicale ristrutturazione. Ad oggi il numero delle unità abitative a disposizione di non residenti è di un ordine di grandezza superiore a quello relativo alla popolazione residente o ivi domiciliata per ragioni di lavoro. L'apertura del traforo stradale del Frejus, avvenuta nel 1980, e quella dell'autostrada A32 nei primi anni novanta, hanno contribuito a rendere più "vicina" Bardonecchia ai poli industriali.
La via principale di Bardonecchia è via Medail, sulla quale si affaccia il maggior numero di negozi del paese. Via Medail è una strada in salita, lunga circa un chilometro, che collega la stazione ferroviaria alla parte vecchia di Bardonecchia (Borgo Vecchio). Nei primi anni '70 è diventata una via pedonale, ma solo nei giorni festivi e durante i periodi di vacanza (da Natale all'Epifania e nel mese di agosto), durante i quali è la via del passeggio e degli incontri; negli altri giorni è dedicata al traffico e al parcheggio. Dall'altra parte della ferrovia, unito a via Medail da un sottopasso ferroviario che risale alla metà degli anni settanta (ma che è anche raggiungibile direttamente dalla statale), sorge il cosiddetto Borgo Nuovo, creato a suo tempo per soddisfare le esigenze di alloggio di coloro che lavoravano, nella seconda metà del XIX secolo, al traforo ferroviario del Frejus. Le frazioni di Bardonecchia sono: Les Arnauds, Melezet, Millaures e Rochemolles.

## Origini del nome
Nel secolo IX il paese è attestato come "Bardonisca", poi "Bardisca" nel 1001, "Bardonesca" nel 1148 e infine Bardonecchia nel 1365. Il nome sembra legato al popolo dei Longobardi (che si impossessarono della Val di Susa), detti per aferesi 'Bardi', con l'aggiunta del suffisso latino '-iscus' o del corrispondente germanico '-isk', utilizzato per i nomi etnici. Bardonecchia vorrebbe dunque dire "città longobarda".

## Storia
Originariamente la conca di Bardonecchia era occupata da un lago, alimentato dai torrenti alpini e avente come emissario la Dora di Bardonecchia. A testimonianza di ciò vi è l'antica denominazione della chiesa parrocchiale di Bardonecchia, Santa Maria ad lacum, eretta nell'attuale Borgo Vecchio e al posto della quale vi è ora la nuova Chiesa parrocchiale eretta nella prima metà del secolo XIX. Il lago sarebbe stato prosciugato dai Saraceni che l'occupavano nel corso del secolo X. In effetti la breve strettoia che s'incontra lungo la strada statale 335, detta di Bardonecchia, qualche centinaia di metri prima dell'abitato, nella quale trovano spazio solo il corso della Dora di Bardonecchia e la statale stessa, è ancor oggi chiamata Località Roccatagliata. Qui i Saraceni avrebbero aperto il varco alle acque del lago "tagliando" la corta parete rocciosa che univa le pendici del monte Jafferau a quelle del Bramafam, formando così uno sbarramento naturale.
Anche se non vi è dubbio, da reperti trovati in loco, che la zona fosse abitata da popolazioni di origine celtica già prima del periodo di occupazione romana della Gallia, Bardonecchia viene menzionata per la prima volta in un documento che riguarda la fondazione dell'abbazia di Novalesa, del 726, ove si menziona quello di Bardonecchia come uno dei territori posti sotto la giurisdizione di quell'abbazia.

### Il Medioevo
Nel 906 i Saraceni, partiti da una loro base del Frassineto (odierna La Garde-Freinet in Provenza), giunsero fino all'Abbazia di Novalesa, saccheggiandola, e si stabilirono in Alta Valsusa fino alla fine del primo millennio, quando furono scacciati definitivamente dalle truppe di Arduino Glabrone. Nel 1001 l'imperatore Ottone III confermò Olderico Manfredi I nella signoria della marca di Torino che includeva anche Bardonecchia. Si hanno notizie di una signoria che faceva capo a certi Bardonnèche, il cui capostipite, Witbaldo, che aveva combattuto i Saraceni partecipando alla loro cacciata, morì nel 1050 dopo aver dominato anche su Oulx, Cesana, le valli del Monginevro e di Névache. Da quel periodo Bardonecchia venne contesa fra i conti di Savoia e il Delfinato dei conti di Albon. Con la morte di Adelaide di Susa, il territorio di Bardonecchia finì nell'orbita della signoria dei Delfini di Vienne, come erano chiamati i conti di Albon. Alla fine del XII secolo la spuntarono infatti gli Albon e Bardonecchia divenne feudo del Delfinato, ma conservò una certa autonomia amministrativa. Uno di loro, Ghigo VIII, accordò nel 1319 a Bardonecchia e alle due comunità limitrofe, Rochemolles e Beaulard, uno statuto.
Nel 1334 un Bardonnèche, Francesco, signore di Cels, si ribellò a Umberto II del Delfinato: il castello di Cels fu demolito e Francesco fu condannato a morte e poco dopo giustiziato. Con la cessione del Delfinato a Filippo VI di Francia da parte dello stesso Umberto II del Delfinato, avvenuta il 30 marzo 1349, anche Bardonecchia divenne feudo francese.

### Il periodo rinascimentale

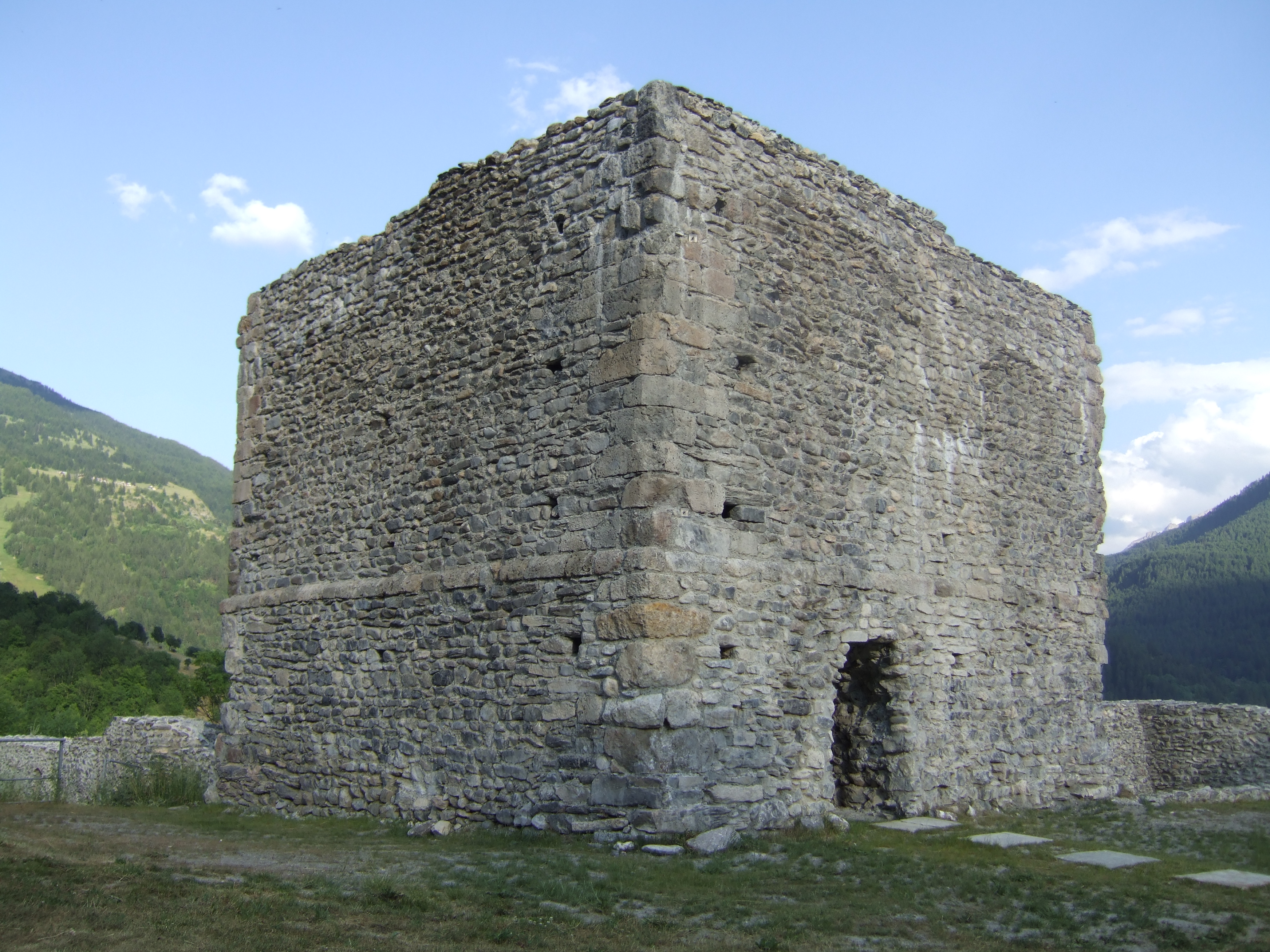
La Tour d'Aumont, resti dell'antica fortezza dei de Bardonnèche

Durante le guerre di religione francesi Bardonecchia fu teatro di un sanguinoso scontro fra le parti avverse. Nel 1562, dopo una serie di scontri seguenti la devastazione della Prevostura di San Lorenzo di Oulx, avvenuta il 22 luglio, da parte di un cospicuo contingente di valdesi, un gruppo di questi venne spinto dalle truppe cattoliche al comando di Claude Arlaud Borel detto La Casette, a rifugiarsi in Bardonecchia. Qui la maggior parte di loro (tra i duecento ed i quattrocento) soccombette mentre i rimanenti (circa 150) si rifugiarono nella fortificazione "Tour d'Aumont" da dove vennero snidati con il fuoco dal La Casette e trucidati.
La posizione di Bardonecchia era relativamente meno esposta ai continui passaggi di truppe francesi lungo la Valle di Susa, e alle relative devastazioni, che hanno caratterizzato il periodo fra il 1550 ed il 1700, trovandosi fra i due valichi principali, il colle del Monginevro e quello del Moncenisio, che assorbivano gran parte del movimento.

### Il settecento: dal Regno di Sardegna alla Francia napoleonica
Nel corso della guerra di successione spagnola (1701-1714) le truppe sabaude del generale Rehibinder salirono nel luglio 1708 dalla Val Moriana al colle della Rho e ridiscesero su Bardonecchia occupandola. Percorrendo la stessa via il duca di Savoia entrò in paese il 1º agosto e Bardonecchia prestò giuramento di fedeltà a Vittorio Amedeo in Susa il 1º gennaio 1709. Da allora Bardonecchia non appartenne più alla Francia: il suo passaggio al Ducato di Savoia fu sancito dal Trattato di Utrecht (febbraio 1713).
Ma i francesi tornarono. Nella primavera del 1794 le truppe rivoluzionarie, scese dai colli della Scala e della Rho, entrarono in Bardonecchia occupandola. Ritiratisi a seguito della caduta di Robespierre, ritornarono in concomitanza con la prima Campagna d'Italia di Napoleone Bonaparte. Con l'abdicazione di Carlo Emanuele IV di Savoia, l'8 dicembre 1798, Bardonecchia seguì le sorti del Piemonte, divenuto prima Repubblica del Piemonte, stato fantoccio sotto la Francia rivoluzionaria quindi, per volere di Napoleone, 27ª Divisione Militare francese (aprile 1801) e poi, nel settembre 1802, territorio francese a tutti gli effetti (sei dipartimenti). Tornò poi ai Savoia solo dopo la caduta di Napoleone (1814).

### Il XIX secolo: il Traforo ferroviario

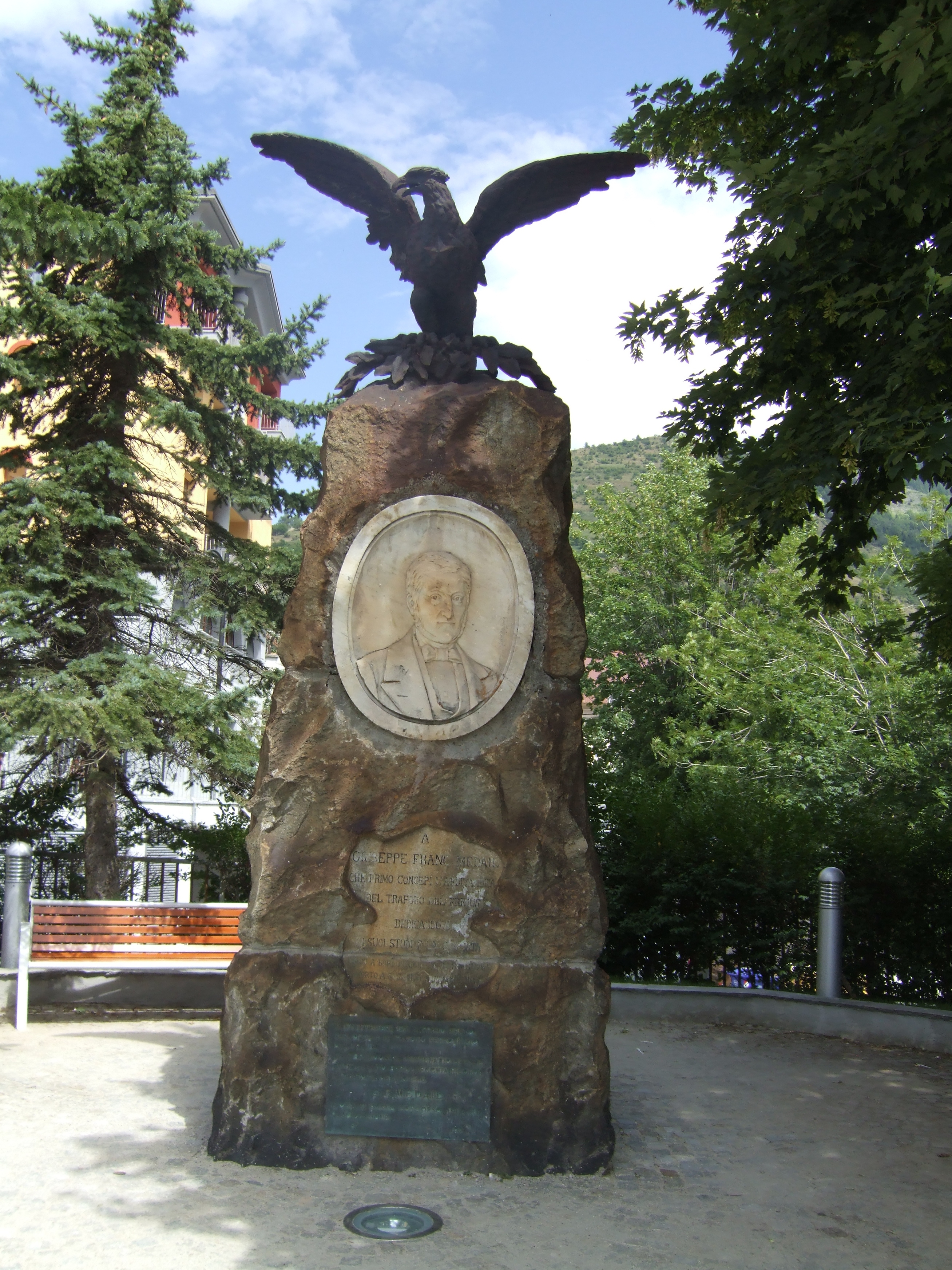
Il monumento eretto in Bardonecchia alla memoria di Giuseppe Francesco Médail

Nel 1832 un imprenditore di Lione (precedentemente commissionario in dogana) nativo di Bardonecchia, Giuseppe Francesco Médail, ebbe l'idea di realizzare un traforo ferroviario per collegare Torino alla Francia e nel 1840 presentò un memoriale al re Carlo Alberto nel quale descriveva un tunnel ferroviario sotto il colle del Frejus. Médail morì a Susa nel 1844 poco prima di veder coronato il suo sogno. Sempre nello stesso anno, infatti, un ministro di Carlo Alberto, Luigi Des Ambrois (1807 – 1874) nativo di Oulx, riprese l'idea e commissionò gli studi preliminari all'ingegnere belga Henri Mauss. Il progetto definitivo venne redatto da Germain Sommeiller, Sebastiano Grandis e Severino Grattoni. Il 31 agosto 1857, il re Vittorio Emanuele II ordinò l'inizio dei lavori di scavo del tunnel con un finanziamento di 42 milioni di lire. I lavori furono diretti dall'ingegnere Sommeiller. La cessione della Savoia alla Francia da parte del Regno di Sardegna nel 1860 non ebbe che l'effetto di provocare un breve ritardo e i lavori proseguirono.
Lo scavo della galleria venne completato il 25 dicembre 1870 e il traforo fu inaugurato il 17 settembre 1871.
L'apertura del traforo ferroviario del Frejus ha conferito a Bardonecchia lo status di città di confine, con tutte le conseguenze del caso, quindi, fra le altre, l'incremento demografico dovuto alla massiccia presenza di forze dell'ordine (Polizia ferroviaria e non, Carabinieri, Guardia di Finanza) e poi funzionari doganali, agenzie di trasporti, personale ferroviario, con un deciso incremento dello sviluppo economico della località, prima limitato alle poche risorse dell'economia agricola di montagna.
Alla fine dell'Ottocento venne costruito il Forte Bramafam per difendere l'imboccatura del traforo ferroviario del Frejus da possibili attacchi francesi.

### Il XX secolo
Inizialmente il turismo interessava soprattutto la stagione estiva; soltanto nel Novecento si cominciò a parlare anche di turismo invernale. Nel 1908 fu fondato lo Sci Club Bardonecchia e nel 1911 i fratelli norvegesi Smith diedero spettacolo coi salti dal trampolino in una zona che poi prenderà il loro nome, "Campo Smith". Nel volgere di qualche anno il paese si trasformò, diventando una nota località turistica frequentata, tra gli altri, dallo statista Giovanni Giolitti. Con la seconda guerra mondiale le attività turistiche si fermarono.
Con Regio Decreto 16 giugno 1927, n. 1140 i comuni di Bardonecchia, di Melezet, di Millaures e di Rochemolles, furono riuniti in unico comune denominato Bardonecchia.
Col trattato di pace del 1947 Bardonecchia perse la Valle Stretta, ceduta alla Francia. Nel secondo dopoguerra il paese sviluppò la sua vocazione turistica con la proliferazione degli alberghi e poi delle seconde case. Contemporaneamente, all'economia di Bardonecchia contribuì la presenza del personale impiegato negli uffici della dogana, che restò in servizio fino al 1993, quando entrò in vigore nei paesi dell'Unione europea la libera circolazione delle merci.
Un ulteriore rafforzamento della sua vocazione di transito si ebbe nel luglio del 1980, con l'apertura del Traforo stradale del Frejus e poi con il completamento dell'autostrada Torino-Bardonecchia (A32) a metà degli anni novanta.
Nel 1995 il consiglio comunale di Bardonecchia è stato sciolto per la durata di 18 mesi per infiltrazioni mafiose (primo caso nell'Italia settentrionale) a causa della sospetta ingerenza della 'ndrangheta negli affari politici locali. Tra gli incriminati eccellenti anche il sindaco allora in carica, ai tempi l'uomo politico più influente dell'alta valle, Alessandro Gibello (1934 - 2017), che tuttavia in sede processuale fu prosciolto da ogni accusa e il suo caso archiviato.

### Il XXI secolo: le Olimpiadi invernali di Torino 2006
Nel febbraio 2006 Bardonecchia è stata una delle sedi dei XX Giochi olimpici invernali, per i quali ha ospitato le gare di snowboard; è stata anche sede di uno dei tre villaggi olimpici.
Nel gennaio del 2007 ha inoltre ospitato le gare di sci alpino e snowboard dell'Universiade invernale di Torino 2007, mentre dal 17 al 19 ottobre 2008 ha ospitato la prima assemblea nazionale della componente Pionieri (dopo oltre 60 anni di esistenza) della Croce Rossa Italiana.

### Simboli
Lo stemma di Bardonecchia si blasona:
Lo stemma riprende l'emblema degli antichi feudatari, i visconti di Bardonnéche (o Bardonnanche).
Il gonfalone è un drappo partito di rosso e di bianco.

## Arte

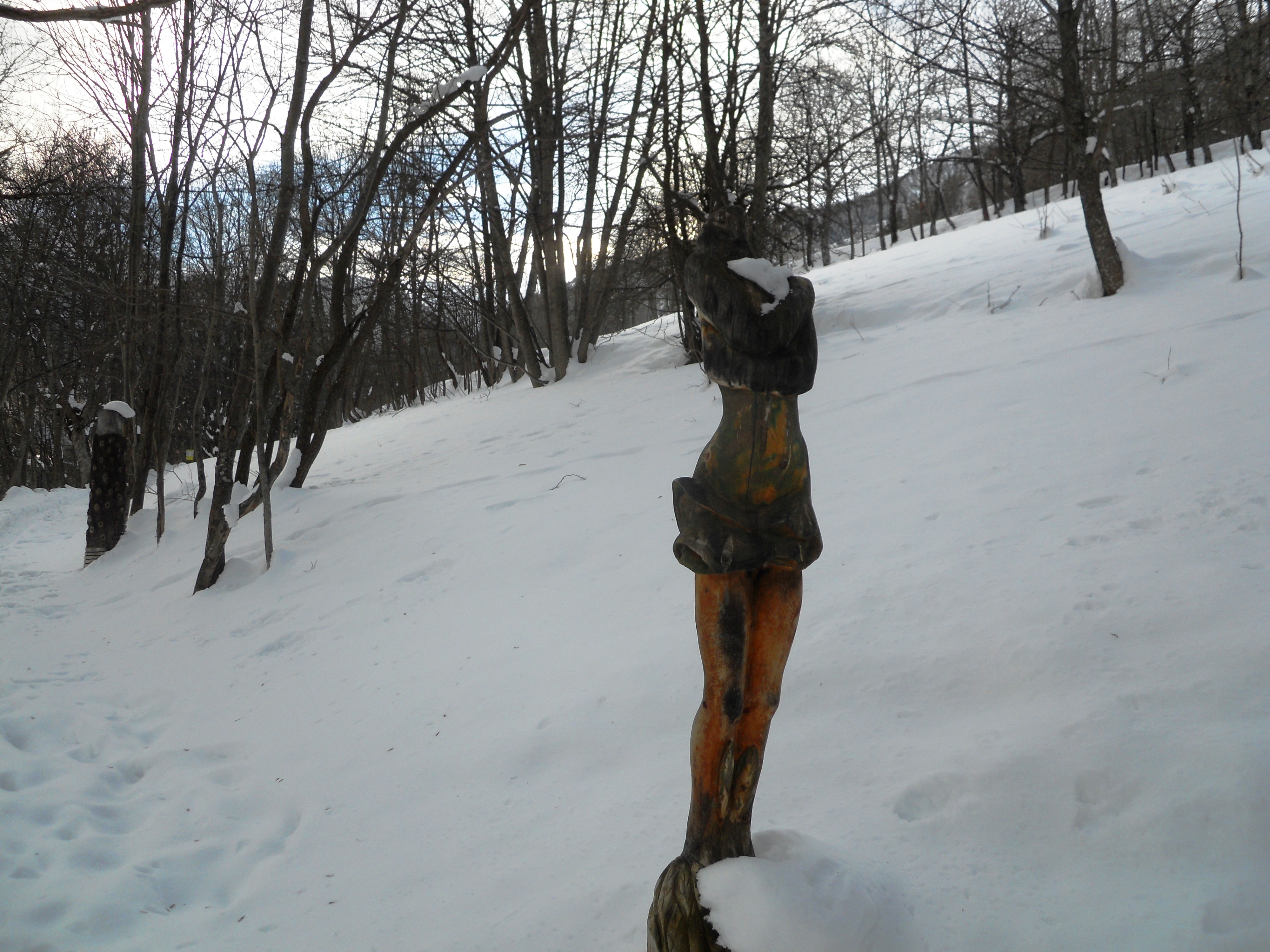
Scultura di legno lungo la passeggiata detta del Canale

A Bardonecchia non mancano esempi di fervore artistico e architettonico. Accanto a manufatti lignei e in pietra, affreschi e retables troviamo esempi di architettura di rilievo, quali il campanile trecentesco della chiesa parrocchiale e la medesima, la Tour d'Amoun, parte di uno dei castelli signorili dei feudatari del paese, la famiglia De Bardonisca (nella vulgata francese, De Bardonnèche).

### Chiesa parrocchiale di Sant'Ippolito

Chiesa di Sant'Ippolito

Nata come Santa Maria ad Lacum, all'inizio del secondo millennio, ne è rimasto l'elegante campanile romanico in pietra che risale al XIII secolo e che, restaurato e dotato di guglia ornamentale in rame, si appoggia al fabbricato dell'attuale chiesa parrocchiale sul lato sud. L'attuale chiesa parrocchiale fu costruita in sostituzione della precedente, demolita nel primo ottocento perché pericolante, fu eretta negli anni 1827-28 ma consacrata solo nel 1833. All'interno sono presenti notevoli opere dell'artigianato della valle e gli stalli lignei del coro provengono dall'Abbazia di Novalesa. Secondo una recente teoria, l'appellativo "ad Lacum" dato alla chiesa si riferisce al lagar (accampamento) longobardo da cui si è originato il centro abitato medievale.

### Forte Bramafam

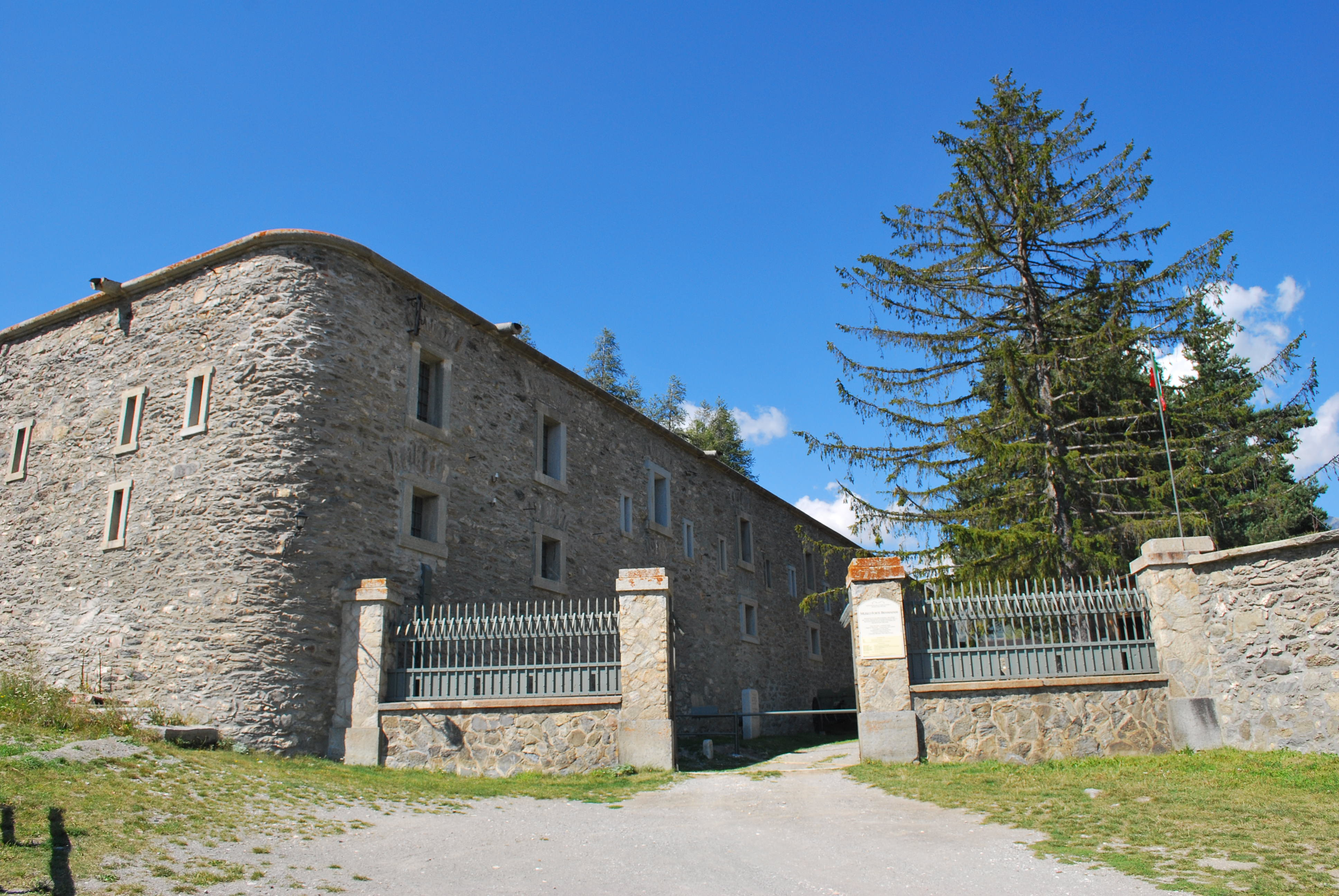
Il forte del Bramafam

Antico castello, dal quale il forte ottocentesco ha ereditato il nome, se è vero che "intorno al 1333 Guigo VII ordina al balivo di ristrutturare il castello del Bramafam acquistato tre anni prima dai signori del luogo (i De Bardonisca)". Una zona sottostante il forte, infatti, è ancora, nella toponomastica di oggi, Chatiàw che, nella parlata locale, significa appunto castello. Adibito a fortificazione a difesa della piazza i cui cannoni puntavano sia verso l'imbocco del traforo ferroviario che verso la strada proveniente dalla valle stretta, è ora adibito a museo.

### Palazzo delle Feste

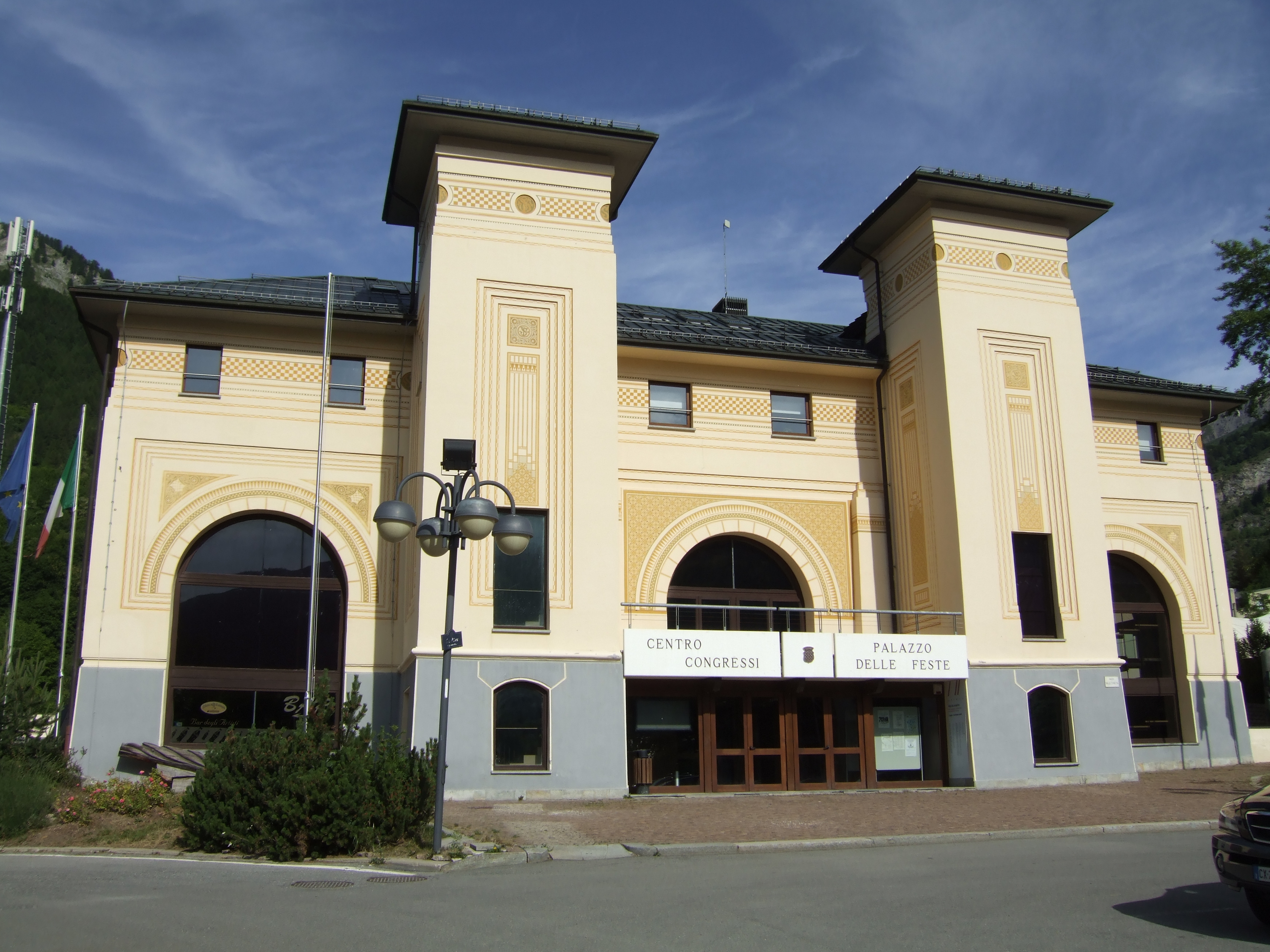
Il Palazzo delle Feste

Progettato dall'architetto Carlo Angelo Ceresa, noto artista dello stile liberty nel 1913, fu finanziato da privati per creare in Bardonecchia una struttura permanente destinata ad ospitare manifestazioni, spettacoli ed eventi musicali. Subì varie vicissitudini (inizialmente anche a causa dello scoppio della prima guerra mondiale che ne arrestò lo sviluppo), e successive ristrutturazioni, fino all'ultima del 1996, a opera dell'ing. Guido Barba Navaretti, che, pur mantenendo inalterata la facciata liberty, riportata all'antico splendore, ne ha profondamente modificato l'interno per riproporne la funzionalità del progetto originario, ma secondo i criteri moderni di razionalità e sicurezza per opere di questo tipo. Il Palazzo era di proprietà della Regione Piemonte.
Oggi l'immobile è di proprietà comunale ed è gestito dagli Assessorati al Turismo Cultura e Sport, che vi organizzano eventi, manifestazioni, concerti e spettacoli, oltre a convegni, seminari e corsi formativi.

### ColoniaIX Maggio

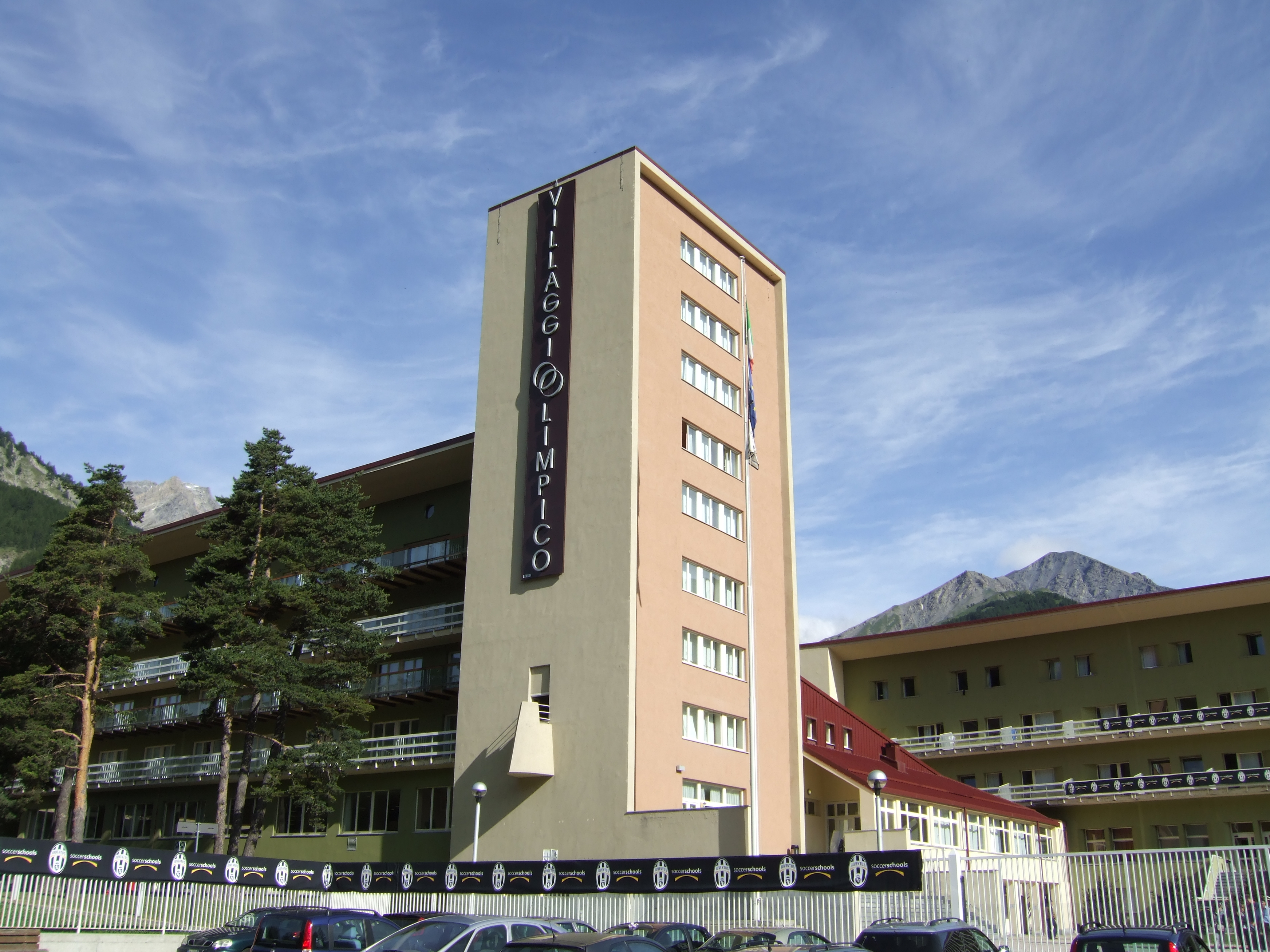
L'ex Colonia IX Maggio, oggi Villaggio Olimpico

Opera destinata ad ospitare la gioventù inserita nelle organizzazioni giovanili fasciste, fu progettata dall'ing. Gino Levi Montalcini per l'Ufficio Tecnico federale di Torino secondo i criteri di funzionalità e linearità in auge a quel tempo e realizzata in cemento armato nella struttura portante e in pietra, vetro, ferro e legno per il rimanente, e costituente un bell'esempio di architettura funzionale. Occupa una superficie totale di quasi 50.000 m2. Fu inaugurata personalmente da Benito Mussolini il 9 maggio (di qui il nome) 1939. Al termine della seconda guerra mondiale subì le vicissitudini del patrimonio di proprietà delle disciolte (o trasformate) organizzazioni fasciste.
Divenne Colonia Médail poi, affidata dalla Regione Piemonte che ne ha la titolarità, al Comune di Bardonecchia, fu utilizzata parzialmente per uffici turistici pubblici e quindi affidata con subconvenzione a un'associazione internazionale, l'YMCA (Young Men's Christian Organization) di origine inglese ma con sede a Ginevra, titolare di numerose sedi per giovani in tutto il mondo. La ristrutturazione decisa da questa organizzazione subì tuttavia un arresto nell'aprile 1995, a seguito delle vicende che portarono al commissariamento ministeriale dell'Amministrazione Comunale e che videro l'YMCA rinunciare al progetto. Con i fondi per le Olimpiadi Invernali del 2006 la colonia fu ristrutturata per destinarla in un primo tempo a polo logistico dell'organizzazione olimpica e successivamente a struttura alberghiera e turistica, cosa che è avvenuta.

### Museo civico di Bardonecchia
Nel Museo civico, con ingresso sito sulla piazza della chiesa parrocchiale, sono custoditi cimeli locali tra cui degli sci del XIX secolo.

## Infrastrutture e trasporti

### Strade

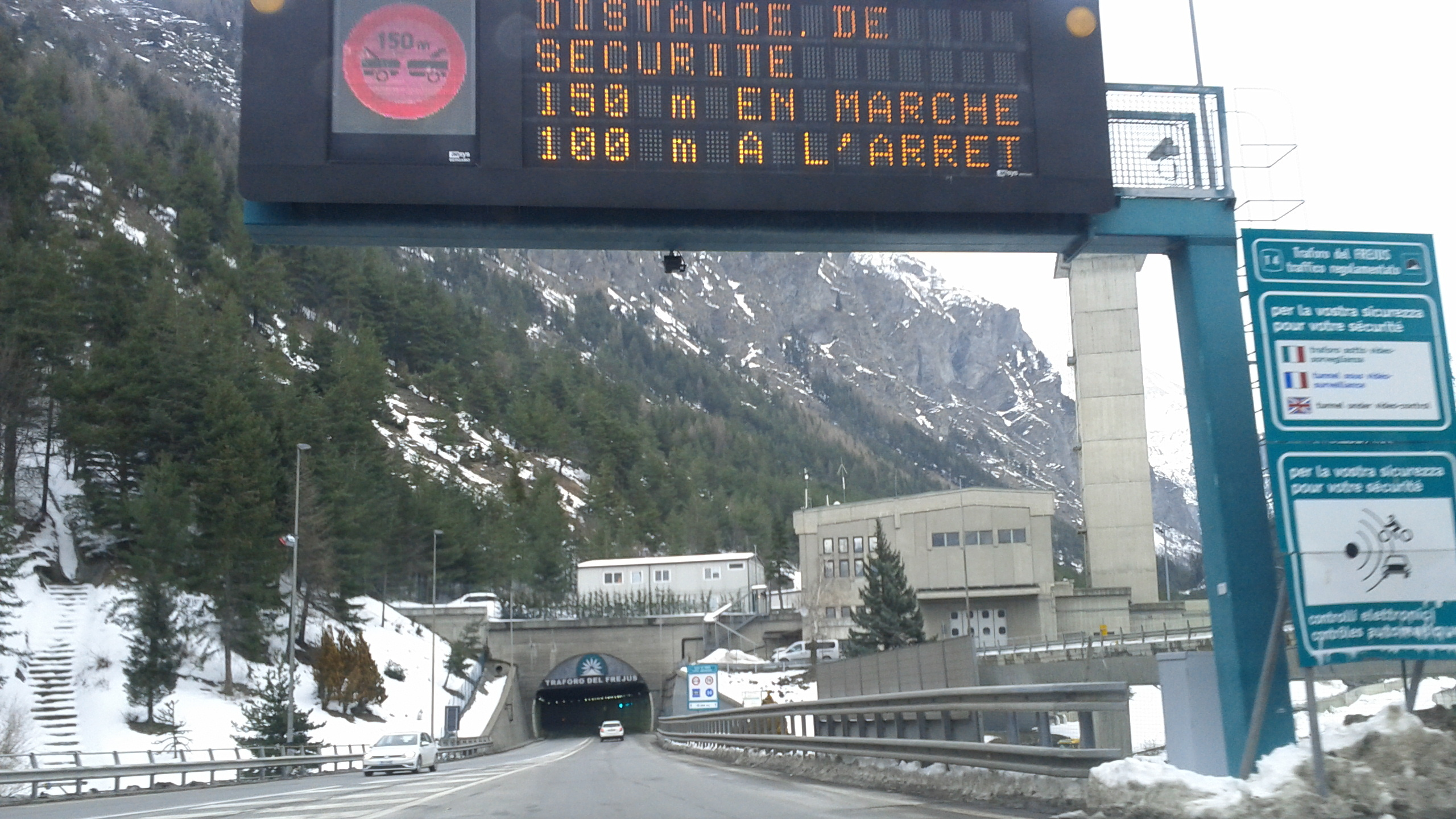
L'ingresso del traforo stradale per la Francia

Storicamente situata su una direttrice di collegamento con la Savoia e la Francia, Bardonecchia è servita dall'Autostrada A32 Torino-Bardonecchia, che comprende il traforo stradale del Frejus (aperto nel luglio 1980 con una sola "canna" a doppio senso di circolazione, per il quale è in corso lo scavo per il raddoppio che entrerà in servizio, si prevede, entro la fine del 2023) e dalla Strada statale n. 335, detta "di Bardonecchia", che si innesta a poco più di venti chilometri a valle con la Strada statale n. 24 detta "del Monginevro".
Nel periodo estivo (in genere da giugno a settembre inclusi), è transitabile la strada che, attraverso il Colle della Scala, collega Bardonecchia con il comune francese di Névache (frazione "Plampinet") e quindi con Briançon, da dove si può procedere verso Grenoble o scendere, lungo la valle della Durance, fino a Gap. Il collegamento attraverso il Colle della Scala è riservato alle sole autovetture e ai piccoli veicoli commerciali.

### Ferrovie

L'ingresso al traforo ferroviario

La stazione di Bardonecchia rappresenta l'ultima località significativa per i treni che da Torino procedono alla volta del traforo ferroviario del Frejus, parte della ferrovia Torino-Modane. L'impianto è servito da treni regionali della linea 3 del servizio ferroviario metropolitano di Torino, effettuati da Trenitalia nell'ambito del contratto di servizio stipulato con la Regione Piemonte. Inoltre la stazione è servita da una coppia di treni Frecciarossa da e per Parigi.
Fra gli anni Dieci e gli anni Trenta del Novecento era inoltre attiva la ferrovia di Rochemolles, un collegamento industriale realizzato dalle Ferrovie dello Stato per la costruzione e la manutenzione dell'omonima diga.

## Economia
Con l'apertura del traforo ferroviario del Frejus l'economia di Bardonecchia subì una trasformazione radicale assumendo una notevole importanza quale ultima stazione italiana sulla linea ferroviaria Torino - Modane. Dopo il 1925, con l'enorme sviluppo dello sport dello sci e l'aumentata frequenza dei villeggianti estivi, l'economia di Bardonecchia ha subito un'ulteriore caratterizzazione traendo da queste due voci la maggior parte del reddito locale.

## Turismo
Bardonecchia si trova al centro di una conca soleggiata, punto di partenza per usufruire di piste da sci d'inverno e del bike park d'estate.
Il turismo è la risorsa economica fondamentale per gran parte dei Comuni appartenenti all'Alta Valle Susa: una vocazione turistica costruita gradualmente e consolidatasi nel tempo in grado di offrire oggi 7.000 posti letto in strutture alberghiere (dall'hotel a 4 stelle alla pensione a gestione familiare) ed altri 7.000 nella ricettività extralberghiera (residences, rifugi e campeggi). Nei periodi di alta stagione si contano punte di circa 30.000 presenze turistiche giornaliere che utilizzano, oltre alla ricettività alberghiera ed extralberghiera i numerosi appartamenti in affitto e abitazioni secondarie.
La dotazione turistica comprende: ristoranti tipici, enoteche, birrerie, pizzerie, discoteche, piano bar, cinema, locali notturni, campi sportivi - calcio, tennis, pallavolo, pallacanestro, bocce - e palazzetti per lo sport, palestre, fitness center, piscine coperte e campi da golf in quota, integrano l'offerta delle strutture ed attrezzature invernali.
Anche il turismo congressuale, la musica, il teatro e gli spettacoli possono oggi contare sulla struttura del Palazzo delle Feste di Bardonecchia.
Le attività sportive invernali si concentrano nei comprensori sciistici gestiti dalla società degli impianti di risalita.

### I comprensori sciistici
Bardonecchia è stata una delle prime stazioni dove si è iniziato a praticare lo sci alpino: le prime gare ebbero luogo qui nella stagione invernale 1904 / 05 e nel 1908 fu eretto il primo trampolino per il salto nella località chiamata poi "Campo Smith", a cura dello Sci Club di Torino. I primi impianti sorsero proprio a partire dal Campo Smith sulle pendici del Colomion cui seguì, nell'immediato dopoguerra, la seggiovia monoposto Bardonecchia-Fregiusia, sulle pendici dello Jafferau e quindi gli impianti a Melezet e quelli a Les Arnauds. A tutt'oggi Bardonecchia conta due comprensori sciistici fisicamente distinti, in quanto siti ai lati opposti rispetto alla valle della Dora di Bardonecchia:
- Colomion-Les Arnauds-Melezet, che si sviluppa sulla destra orografica del torrente di Valle Stretta e che conta 15 impianti di risalita; punto più alto raggiunto 2400 m s.l.m. dalla sciovia del Vallon Cros.
- Jafferau, che si sviluppa sulle falde sud-occidentali dell'omonimo monte e conta sei impianti di risalita; il punto più alto raggiunto è a 2700 m s.l.m. dalla seggiovia della Testa del Ban ed è il più alto in assoluto fra tutti gli impianti di Bardonecchia.

In totale si contano più di 100 km di piste ed entrambi i comprensori sono dotati di impianti di innevamento artificiale. A questi si aggiungono un Half Pipe Olimpico, uno snow park, un boardercross, 17 km di piste da fondo e 10 km di percorsi segnalati per le ciaspole (o racchette da neve).

## Sport

### Ciclismo
Tappe del Giro d'Italia con arrivo a Bardonecchia

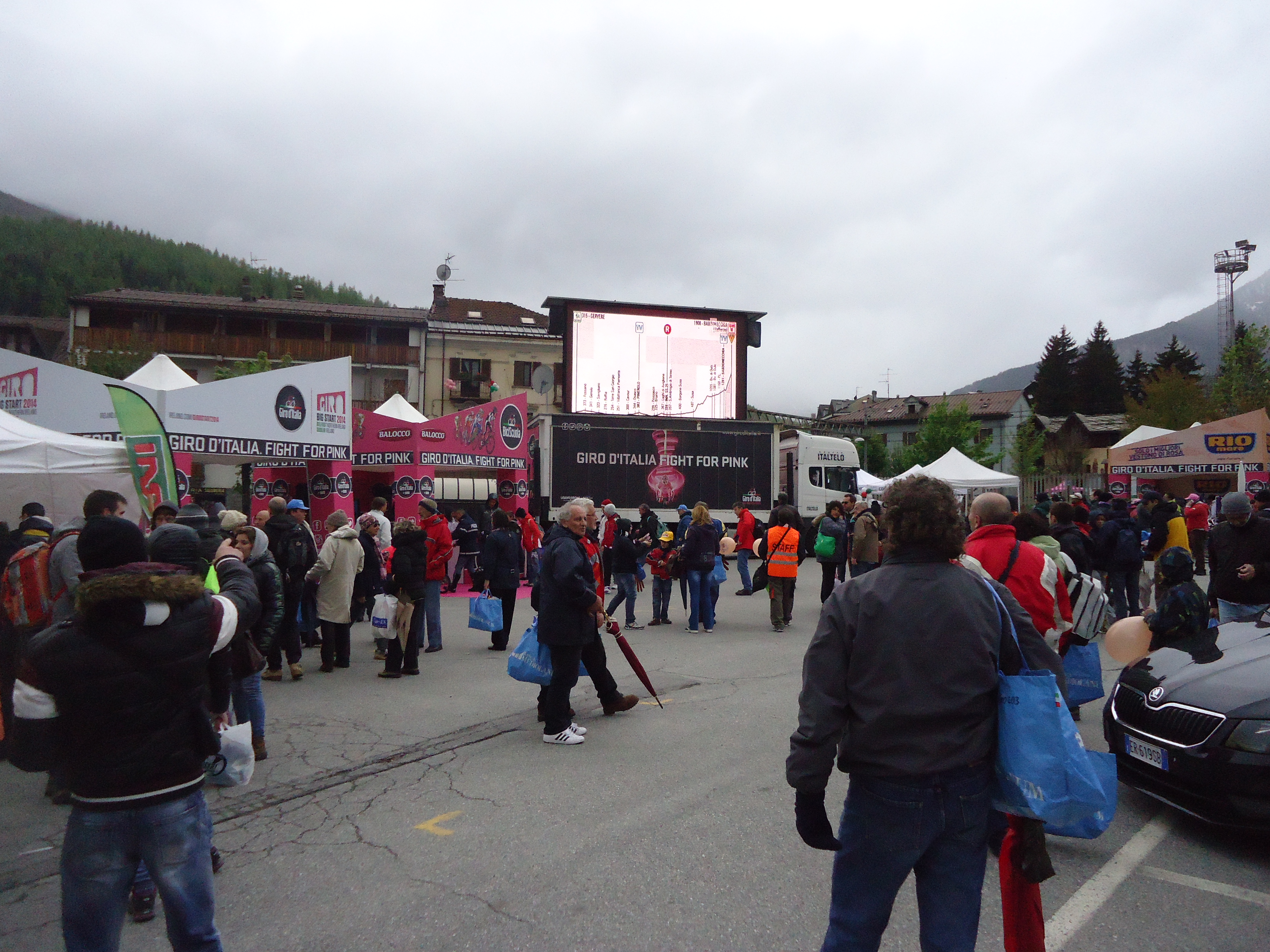
Giro d' Italia 2013 a Bardonecchia

| Anno | Tappa | Partenza      | km  | Vincitore di tappa | Maglia rosa     |
| ---- | ----- | ------------- | --- | ------------------ | --------------- |
| 1972 | 14ª   | Savona        | 256 | Eddy Merckx        | Eddy Merckx     |
| 1984 | 16ª   | Alessandria   | 198 | Dag-Erik Pedersen  | Francesco Moser |
| 2013 | 14ª   | Cervere       | 180 | Vincenzo Nibali    | Vincenzo Nibali |
| 2018 | 19ª   | Venaria Reale | 185 | Chris Froome       | Chris Froome    |

### Calcio
Bardonecchia è stata scelta dal 2011 come sede dei ritiri estivi di una squadra di calcio militante nella Bundesliga tedesca e alcune nella Lega Pro e Serie A italiana e precisamente:
- Estate 2011 = Juventus
- Estate 2012 = Sampdoria
- Estate 2013 = Sampdoria
- Estate 2014 = Eintracht Frankfurt e Sampdoria
- Estate 2016 = Alessandria e Genoa
- Estate 2017 = Alessandria e Genoa
- Estate 2018 = Genoa

### Hockey su ghiaccio
Bardonecchia fu sede di una squadra di hockey su ghiaccio attiva negli anni '30 e che partecipò ad alcuni tornei di serie B oltre che a un campionato di serie A (nella stagione 1934).

## Geografia antropica

### Frazioni
- Melezet, situata allo sbocco della secondaria Valle Stretta, fu sede di una scuola di pittura, scultura e architettura, che ebbe notorietà in tutta la Valle di Susa e nella Valle della Moriana tra il XV e il XVIII secolo; attualmente vi si trova una scuola d'intaglio; nella chiesa dedicata a Sant'Antonio abate vi sono affreschi del Cinquecento. Sulla piazzetta che fronteggia l'ingresso della chiesa c'è una pregevole fontana in pietra, con catino esagonale, del 1732, opera dello scultore Jean André, come recita la scritta su uno dei lati del catino. Nell'antica e restaurata Cappella di Nostra Signora del Carmine vi è un piccolo Museo. Verso Pian del Colle sorge la Cappella di San Sisto, che fu eretta nel XV secolo, e vi sono rappresentate in affresco vicende della vita di Papa Sisto II e di Lorenzo, suo diacono e, all'esterno, il Giudizio Universale.
- Les Arnauds, località a metà strada tra il Borgonuovo e Mélezet, una pregevole icona di legno è conservata nella chiesa ex-parrocchiale dedicata a San Lorenzo. Sul versante del Monte Colomion, proprio in prossimità di una pista di discesa, si trova la Cappella di Notre Dame del Coignet, dotata di pregevoli affreschi quattrocenteschi, sia all'esterno che all'interno.
- Rochemolles è un piccolo villaggio situato nell'aspro vallone omonimo, alla confluenza della Valfredda. L'antica chiesa, con soffittatura in legno, conserva un leggìo del 1571, una croce processionale ed una acquasantiera del 1552.
- Millaures, situata sul versante nord occidentale del monte Jafferau, a circa 1400 metri s.l.m.; comune fino alla metà degli anni sessanta, in seguito allo spopolamento fu declassata a frazione. Oggi gli abitanti stabili sono poche decine, mentre nell'ultimo decennio è aumentato enormemente il numero di seconde case che ha determinato un aumento stagionale della popolazione (principalmente d'estate). Interessanti la chiesa parrocchiale dedicata a Sant'Andrea e le varie cappelle situate in tutte le borgate (tra cui l'antica cappella di San Claudio a Prerichar).
- Gleise, un tempo piccolissimo centro abitato costituito da baite o grange (abitazioni montane tipiche piemontesi), ora completamente restaurato e ampliato a comprendere anche la Borgata Cianfuran, di nuova costruzione, si caratterizza come luogo di villeggiatura sia con appartamenti privati sia con strutture alberghiere e di residence. Gode di una posizione privilegiata, situato a 1700 m s.l.m. circa, a metà strada tra Bardonecchia e il comprensorio sciistico del monte Jafferau, con un'esposizione molto assolata (sud-sud-ovest). La sua elevata altitudine offre un panorama unico su Bardonecchia, sull'ex comune di Beaulard, sul monte Colomion, su tutte le cime circostanti e sull'intera Valle di Susa. Oltre al già citato comprensorio sciistico dello Jafferau, si ricorda che da Gleise partono innumerevoli sentieri per l'escursionismo ed il trekking (per esempio il sentiero Decauville che giunge fino alla diga di Rochemolles e il rifugio Scarfiotti) e per le mountain bike.
- Le Grange Horres si trovano ad un'altitudine di circa 1700 m sulle pendici del monte Jafferau, a breve distanza dalle piste da sci dell'omonimo comprensorio. Si contano complessivamente una ventina di baite, in parte ristrutturate, poste su un pianoro esposto a sud-ovest, da cui si gode un'eccezionale vista della conca di Bardonecchia e delle montagne circostanti. Nate come luogo di pascolo estivo, hanno conservato intatto il loro fascino e ancora oggi i prati della zona vengono sfruttati per il pascolo. Da ricordare la cappella dedicata a S. Andrea, posta poche centinaia di metri a monte del nucleo abitativo, in direzione nord-est. Tale cappella risale al secolo XIV ed è decorata con affreschi di notevole interesse. La prima domenica di agosto vi si celebra la festa della borgata.

#### Galleria d'immagini dalle frazioni di Bardonecchia

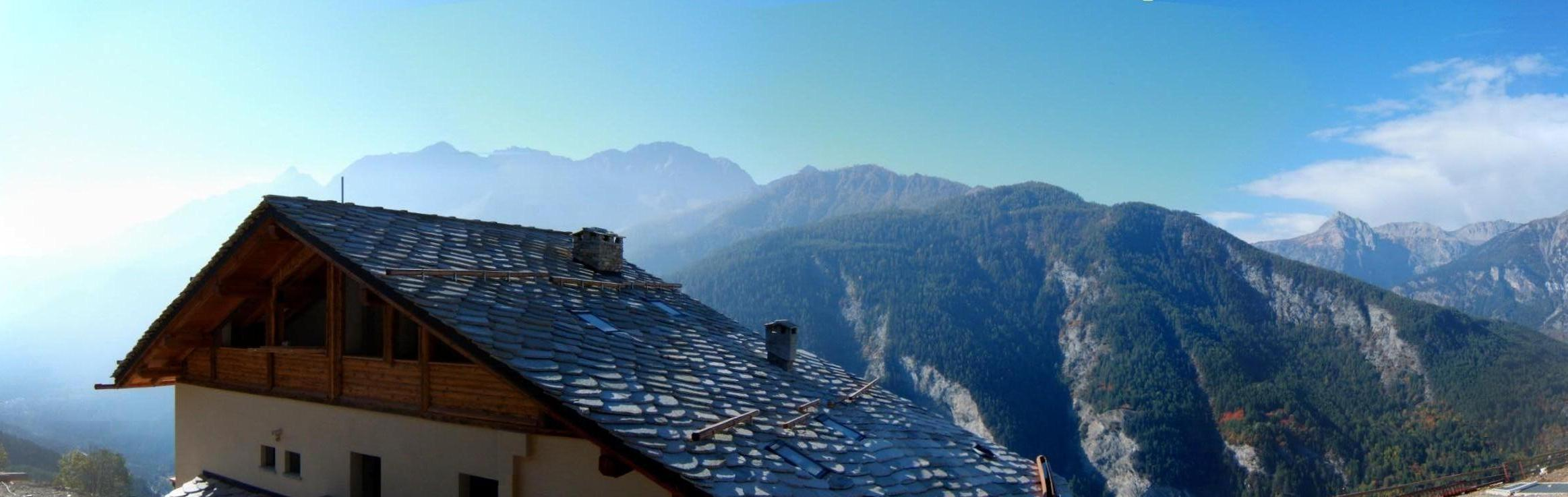
Panorama dalla Borgata Gleise
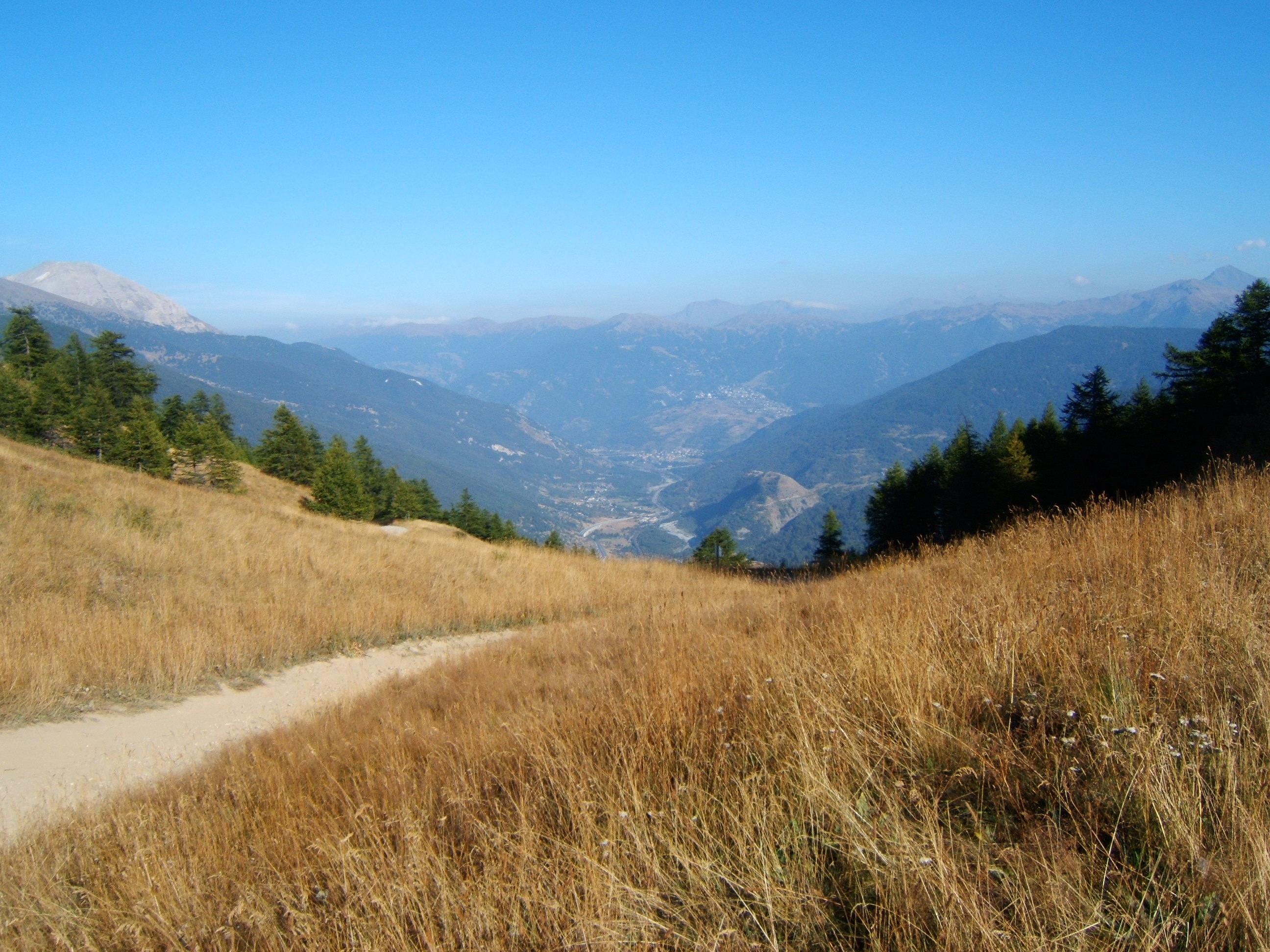
Valle di Susa dal Monte Colomion
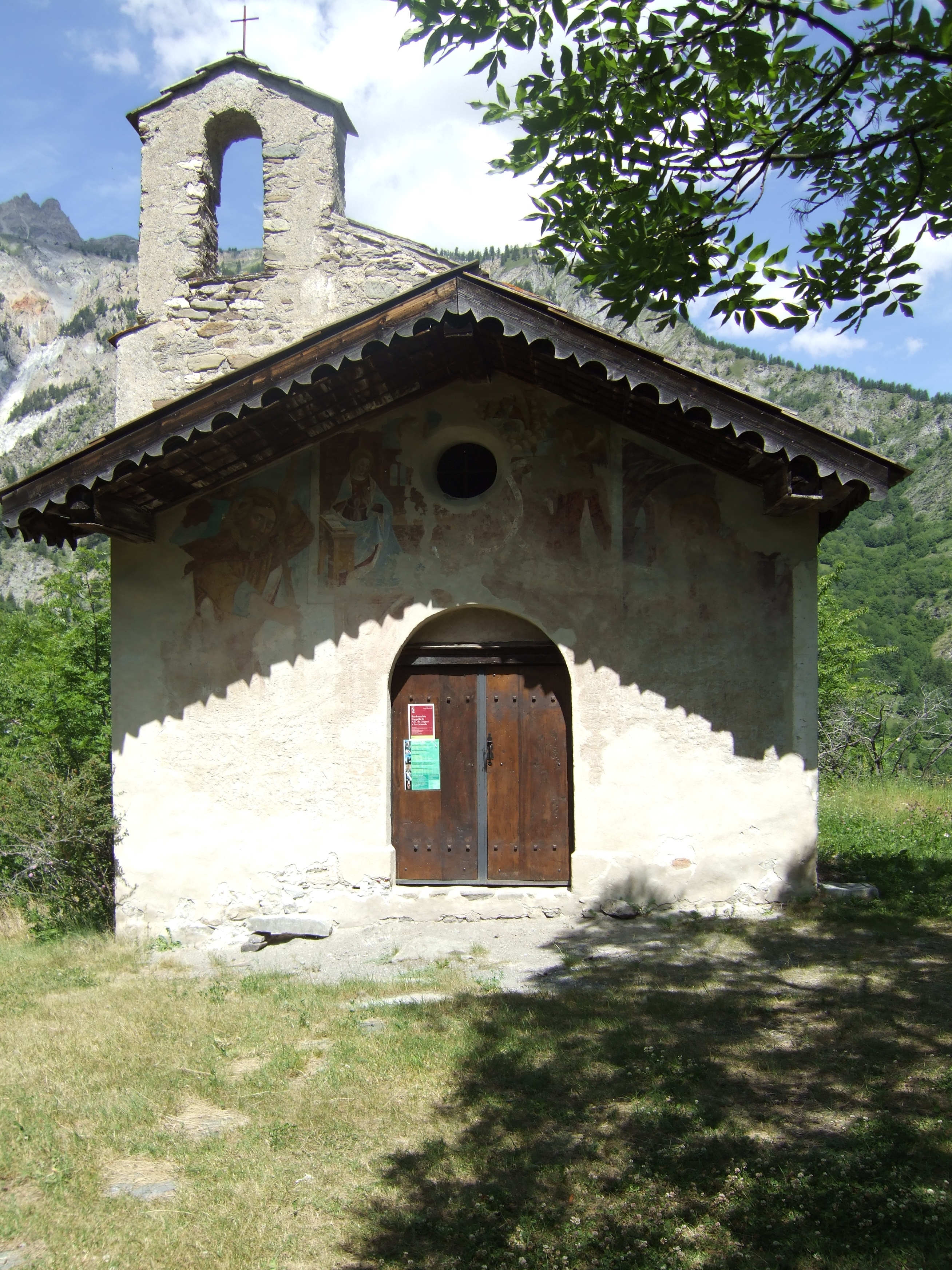
La cappella del Coignet a Les Arnauds
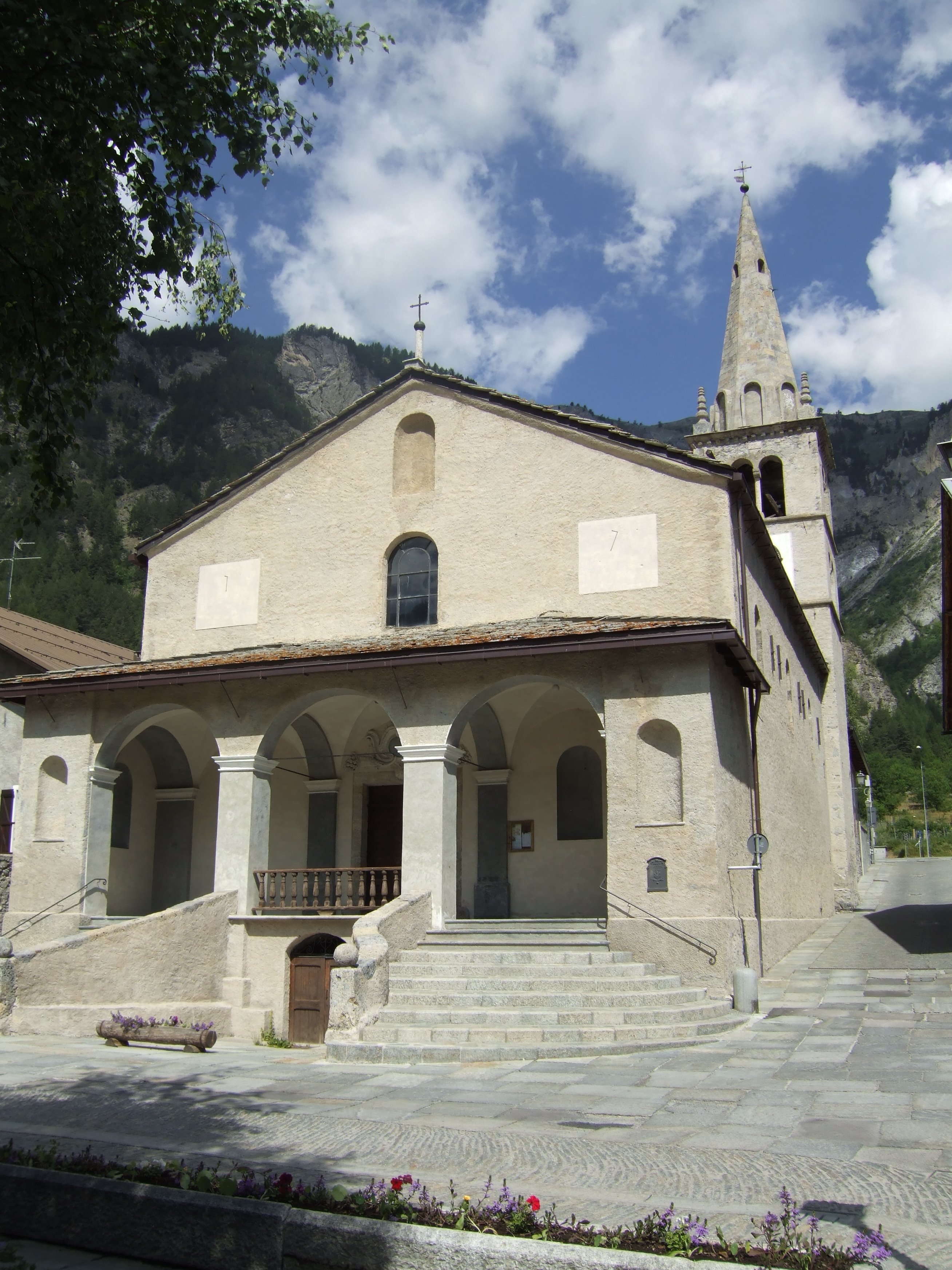
La chiesa parrocchiale di Sant'Antonio Abate a Melezet
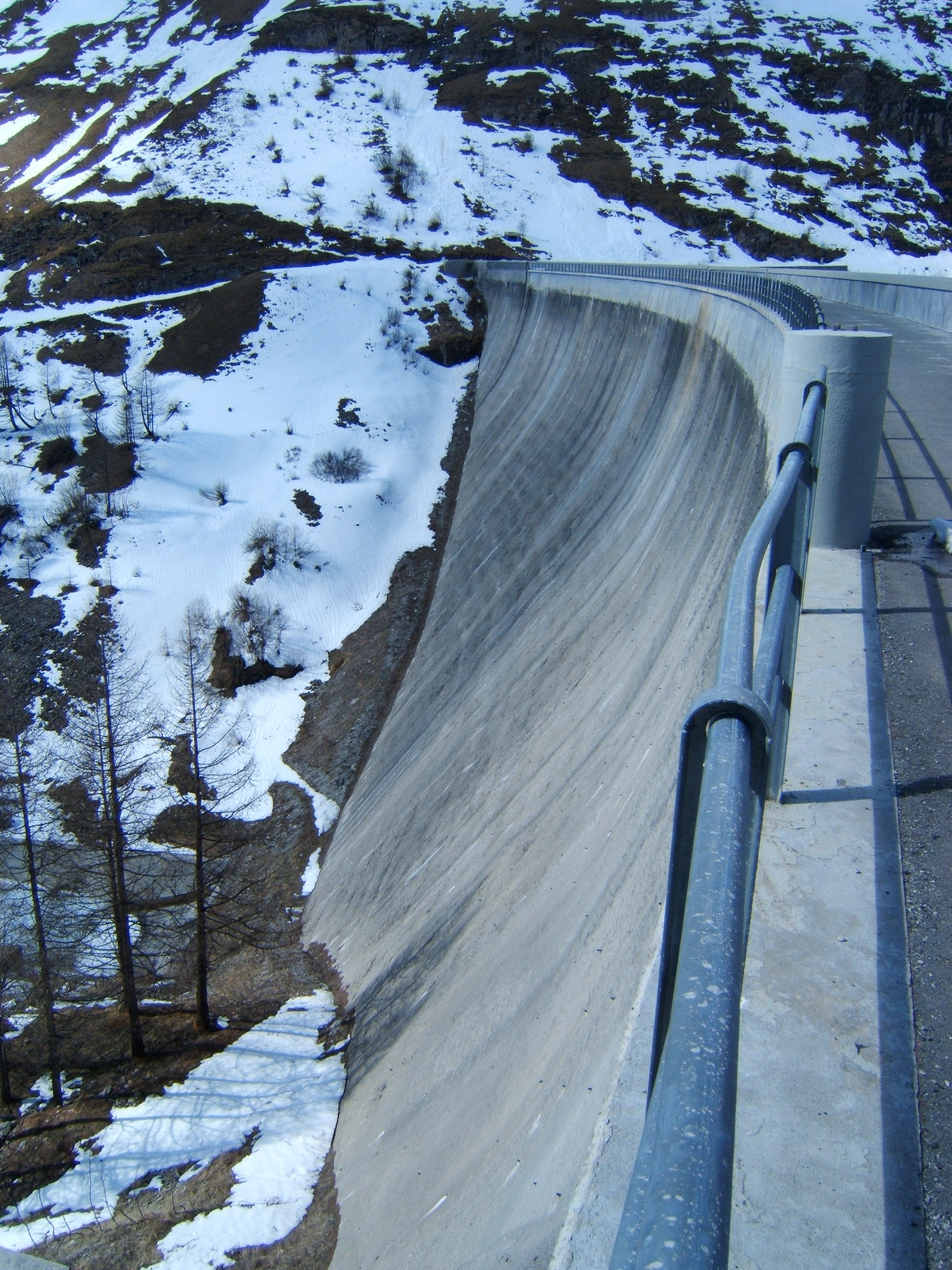
Diga di Rochemolles
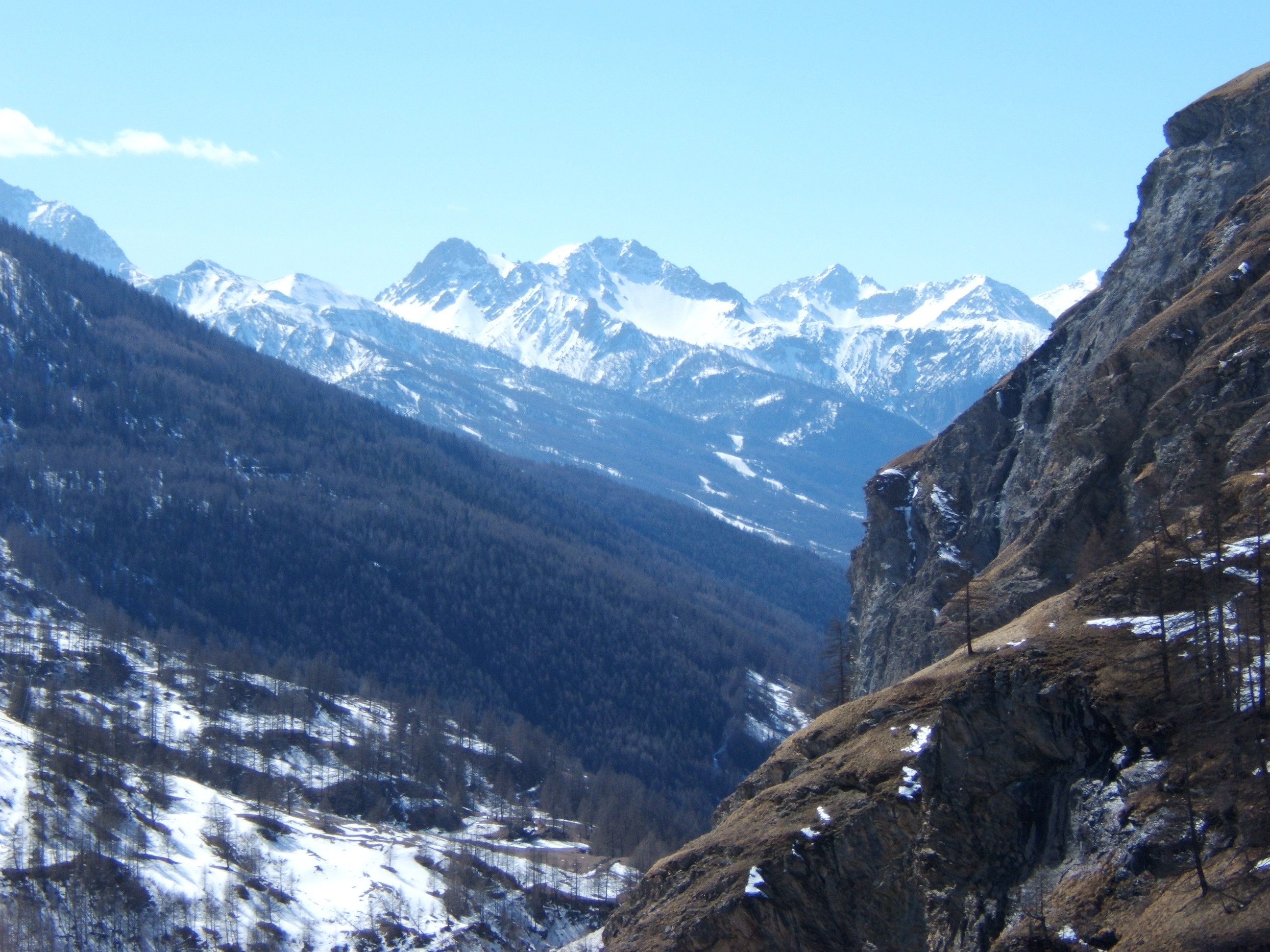
Vista della Valle di Susa dalla diga di Rochemolles
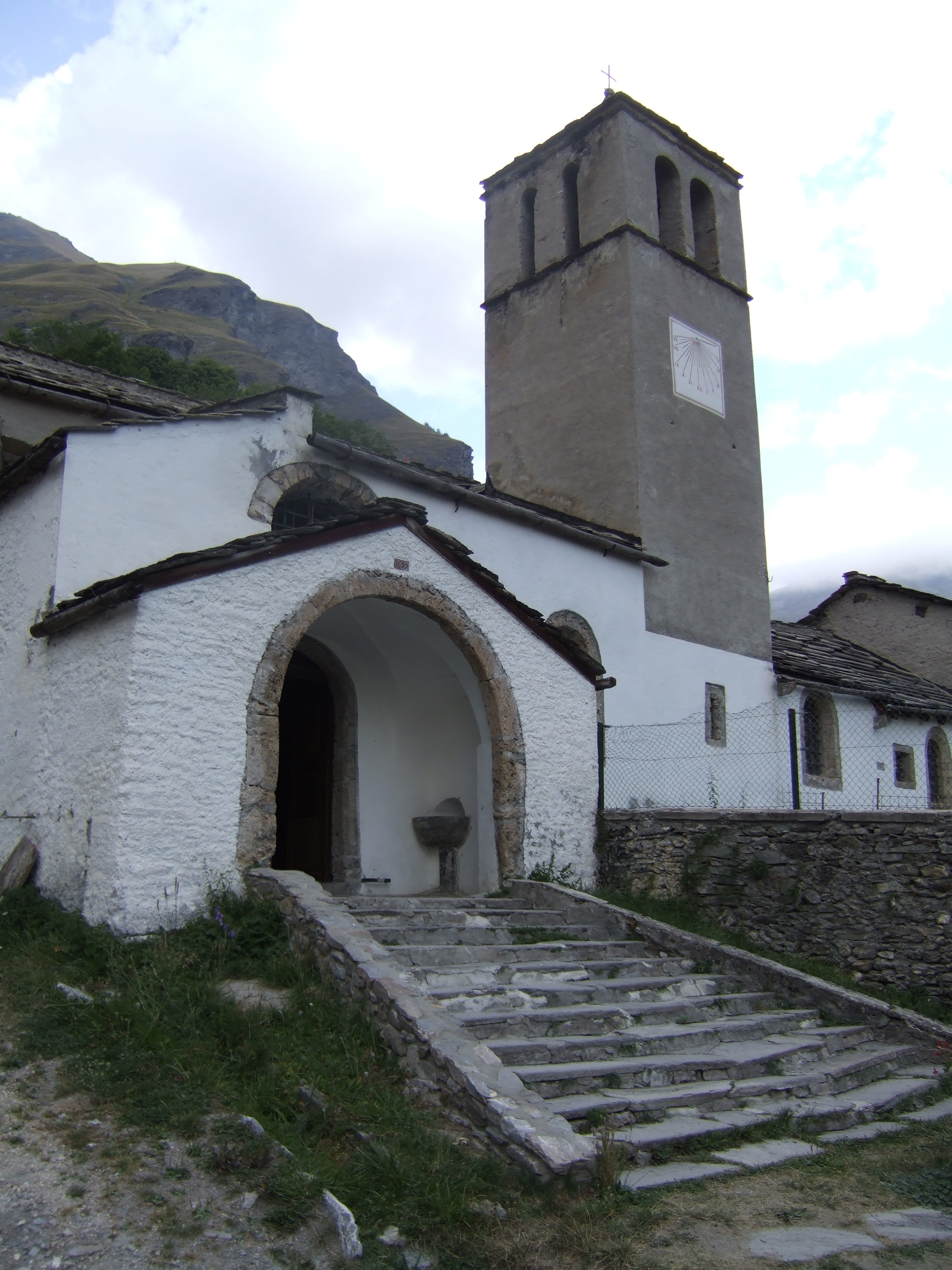
La chiesa di San Pietro a Rochemolles
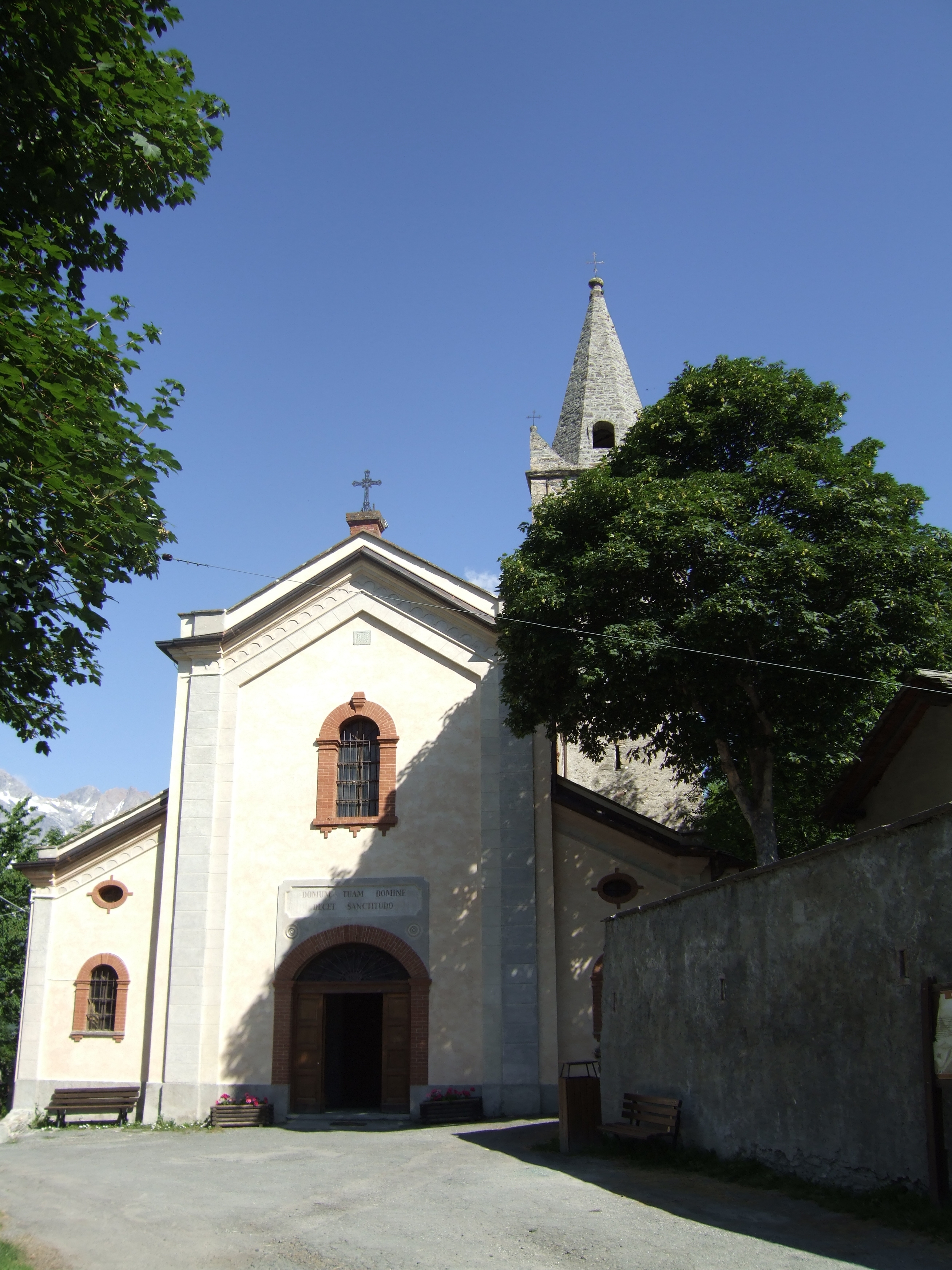
La parrocchiale di Sant'Andrea a Millaures
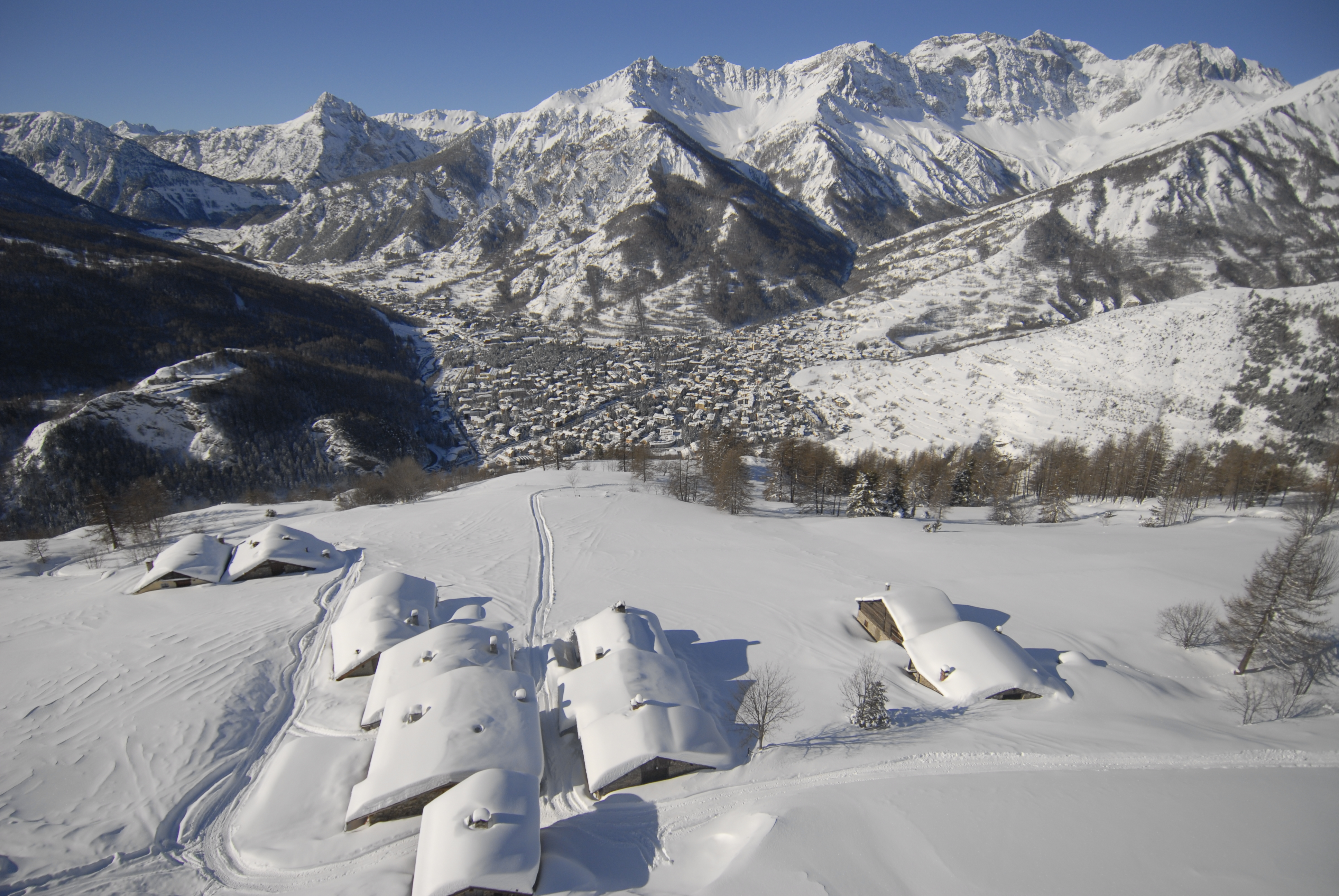
Veduta invernale di Horres
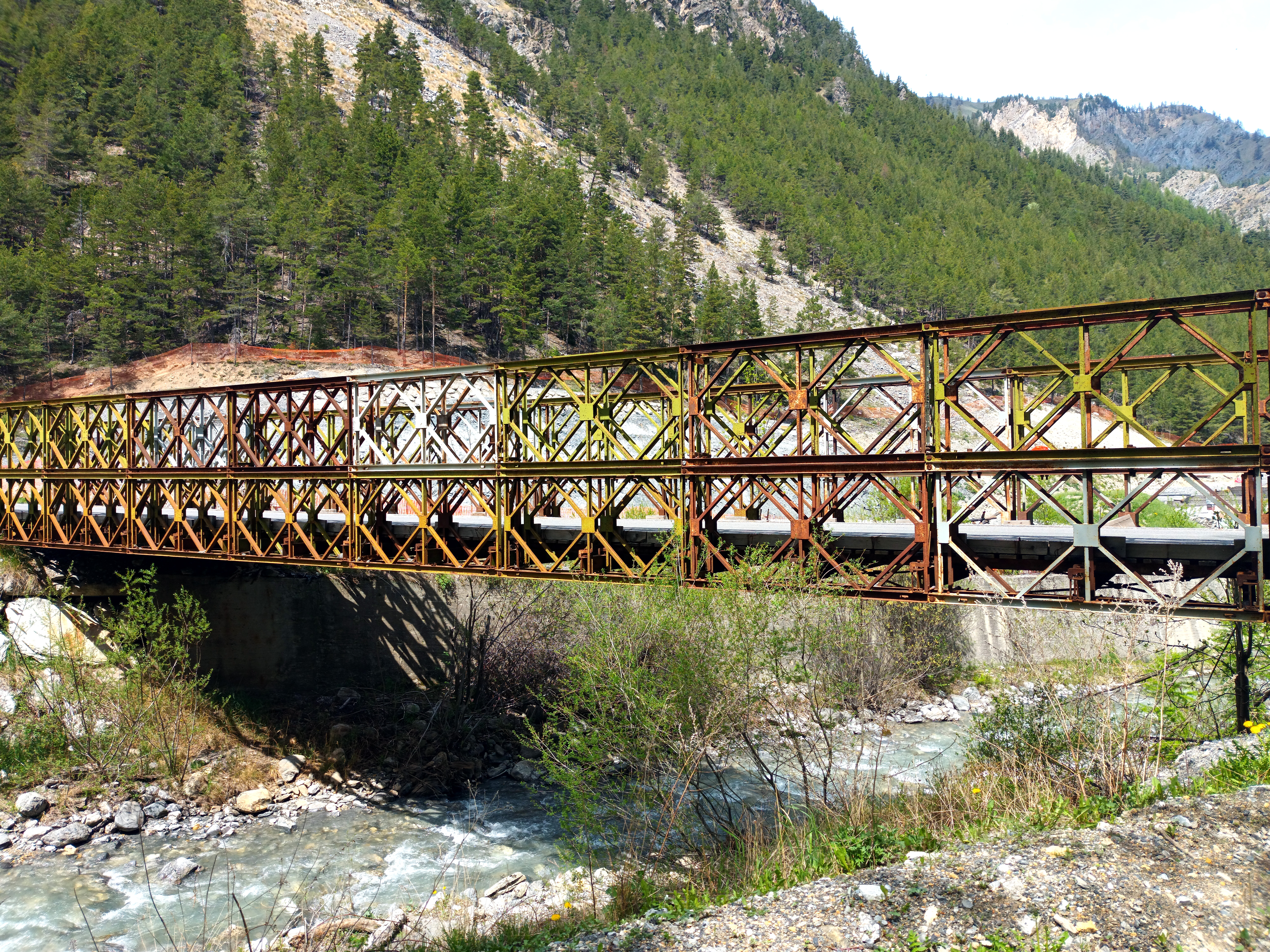
Ponte, Rio di Valle Stretta, Melezet
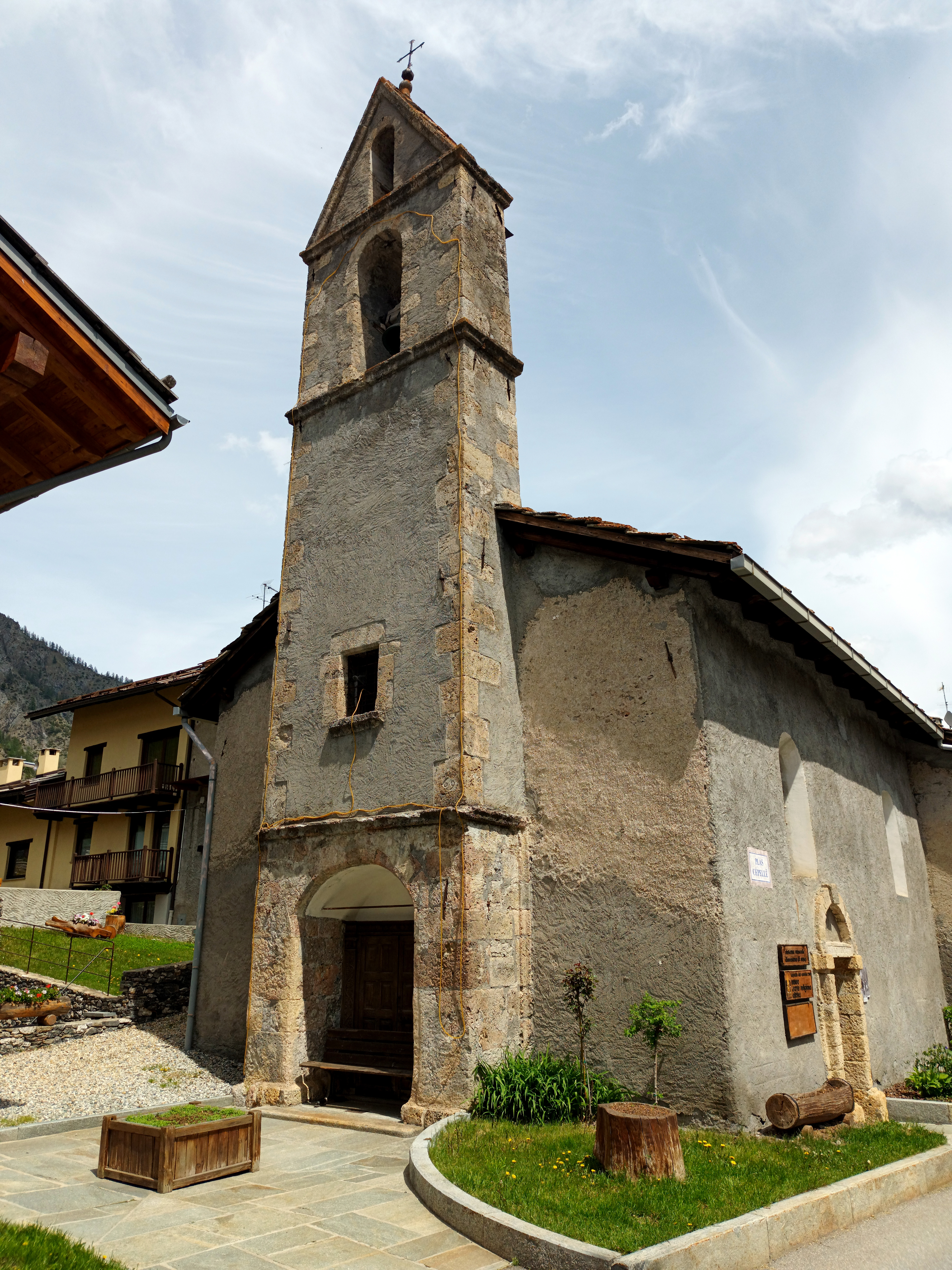
Museo di Arte Religiosa Alpina a Melezet

## Società

### Evoluzione demografica
Abitanti censiti

### Stranieri
Secondo i dati Istat al 31 dicembre 2017, i cittadini stranieri residenti a Bardonecchia sono 356, così suddivisi per nazionalità, elencando per le presenze più significative:
1. Romania, 211
2. Albania, 59

## Amministrazione
Appartenendo Bardonecchia alla categoria di comuni con meno di 5 000 abitanti, l'elezione del sindaco e dei consiglieri comunali avviene con sistema maggioritario a turno unico.
| Periodo | Periodo   | Primo cittadino    | Partito              | Carica                  | Note |
| ------- | --------- | ------------------ | -------------------- | ----------------------- | ---- |
| 1966    | 1971      | Enrico Cassolini   | Democrazia cristiana | Sindaco                 |      |
| 1973    | 1978      | Mario Corino       | Democrazia cristiana | Sindaco                 |      |
| 1978    | 1995      | Alessandro Gibello | lista civica         | Sindaco                 |      |
| 1995    | 1996      |                    |                      | Commissario prefettizio |      |
| 1996    | 2001      | Mario Ambrois      | lista civica         | Sindaco                 |      |
| 2001    | 2011      | Francesco Avato    | lista civica         | Sindaco                 |      |
| 2011    | 2016      | Roberto Borgis     | lista civica         | Sindaco                 |      |
| 2016    | 2021      | Francesco Avato    | lista civica         | Sindaco                 |      |
| 2021    | in carica | Chiara Rossetti    | lista civica         | Sindaco                 |      |

### Altre informazioni amministrative
Il comune faceva parte della Comunità Montana Valle Susa e Val Sangone.

#### Gemellaggi
- Modane